# Castello di Fontainebleau
Il Castello reale di Fontainebleau (in francese château de Fontainebleau) è un castello in stile principalmente rinascimentale e classico, situato nel centro della città di Fontainebleau (Senna e Marna), ad una sessantina di chilometri a sud-est di Parigi, in Francia. Le prime tracce del castello di Fontainebleau risalgono al XII secolo. Gli ultimi lavori furono effettuati nel XIX secolo.
Importante luogo della storia di Francia, il castello di Fontainebleau è stata una delle dimore dei sovrani francesi da Francesco I (che ne fece la sua dimora preferita) fino a Napoleone III. Molti re hanno lasciato qui la loro impronta nella costruzione e nella storia del castello, che è così un testimone delle differenti fasi della storia di Francia dal Medioevo in poi. Circondato da un vasto parco e vicino alla foresta omonima, il castello si compone di elementi medievali, rinascimentali e classici. Testimonia l'incontro fra l'arte italiana e la tradizione francese, espressa sia nella sua architettura che nei decori interni.
Era in effetti volontà di Francesco I creare a Fontainebleau una «nuova Roma» nella quale gli artisti italiani esprimevano il loro talento e influenzavano l'arte francese. Fu così che nacque la Scuola di Fontainebleau, che rappresenta il periodo più ricco dell'arte rinascimentale in Francia e ispira la pittura francese fino alla metà del XVIII secolo e oltre. Napoleone I soprannominò il castello come la «casa dei secoli», evocati dai ricordi storici di cui il luogo è stato testimone.
Il castello è diventato parte dei monumenti storici nel 1862, e nelle liste del 1913, 1939, 2008 e 2009. Inoltre, dal 1981, il castello fa parte del patrimonio mondiale dell'UNESCO. 
Il complesso si sviluppa su 63 500 m2 (poco meno della Reggia di Versailles) e possiede 1536 stanze mentre i giardini si estendono su 130 ettari. Ricco di un quadro architetturale di prim'ordine, il castello di Fontainebleau conserva 40.000 opere opere d'arte, tra cui una delle più importanti collezioni di mobili antichi di Francia e un'eccezionale collezione di dipinti, di sculture e di oggetti d'arte che vanno dal VI al XIX secolo.

## Storia

### Medioevo
Una roccaforte è menzionata in questo luogo per la prima volta nel 1137, in una carta di Luigi VII il Giovane. La data esatta della fondazione del castello resta sconosciuta, ma il primo edificio è stato probabilmente costruito sotto il regno del padre di Luigi VII, Luigi VI, o forse durante quello di suo nonno, Filippo I, quando riunì il Gâtinais al dominio reale francese nel 1068.
Nel 1169, un altro documento di Luigi VII stabilì e dotò un cappellano che si sarebbe occupato della cappella · ; questa sarà consacrata alla Vergine e a San Saturnino ·  da Thomas Becket, arcivescovo di Canterbury, allora rifugiato a Sens. A Natale 1191, Filippo Augusto festeggiò a Fontainebleau il suo ritorno dalla terza crociata.
Il castello venne ingrandito da San Luigi (che lo chiamava «i suoi deserti»; v'installò i religiosi Trinitari nel 1259 all'interno dei terreni del castello per fornire un convento-ospedale che lui fondò. Di questa disposizione originale sussistono le fondamenta della cappella dei Trinitari e del loro palazzo conventuale, allora situato in prossimità dell'attuale cappella della Trinità..

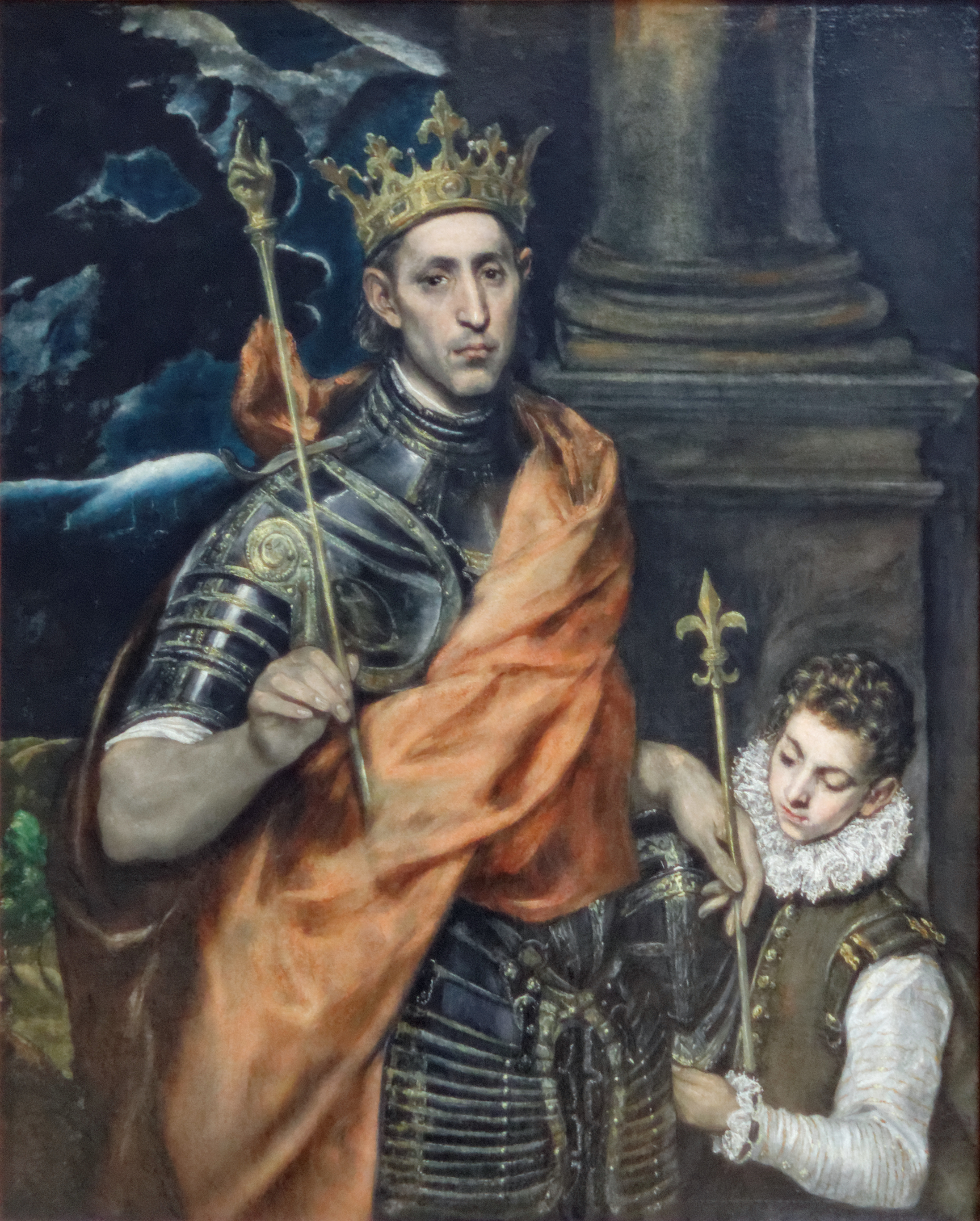
San Luigi (1214-1270), autore dell'ingrandimento del dominio nel Medioevo. Ritratto de El Greco, verso il 1590, Parigi, Museo del Louvre.

Filippo il Bello fu il primo re di Francia a nascere al castello nel 1268 e fece sviluppare gli appartamenti nel 1286. Fu anche il primo re a morirci, in seguito ad una caduta da cavallo nel 1314, dopo una lunga agonia. Nel 1313, Giovanna di Borgogna, nipote di San Luigi da parte di madre e proprietaria del dominio di Fontainebleau, sposò Filippo di Valois, futuro Filippo VI, che vi soggiornerà frequentemente. Nel 1323, il castello ricevé la visita di Isabella di Francia, divenuta regina d'Inghilterra. Nel gennaio 1332, ebbe luogo a Fontainebleau la firma del contratto di matrimonio tra Giovanni II il Buono e Bona di Lussemburgo. Il re ci visse dal 1350. Carlo V v'installò una biblioteca e Isabella di Baviera intraprese dei lavori, dopo aver acquistato i domini della foresta di Bierre, di Fontainebleau, di Moret e del castellano di Melun nel 1404. Carlo VI vi soggiornò a partire dal 1338. Il castello rimase tuttavia abbandonato a causa delle battaglie della guerra dei cent'anni, quando la corte si esiliò ai confini della Loira e a Bourges. Carlo VII vi ritornò dopo la liberazione dell'Île-de-France e di Parigi nel 1436, privilegiando il luogo per la sua salubrità.

### Rinascimento

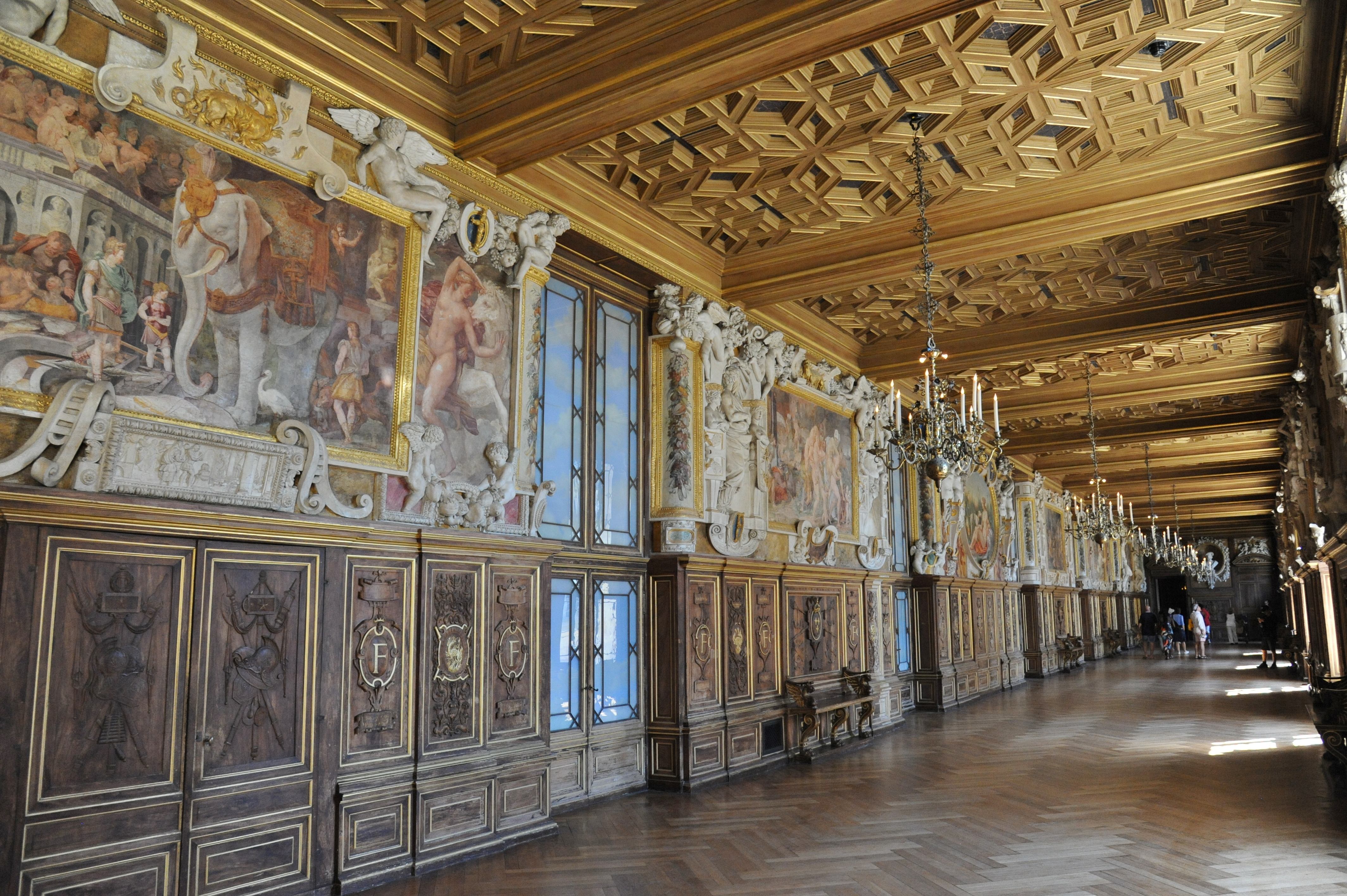
La Galleria di Francesco I al Castello di Fontainebleau.

Francesco I decise di far edificare un castello in stile Rinascimentale al posto del castello feudale, permettendo così di modernizzare tale residenza, vicino alla vallata di Bière; il re scelse il luogo anche perché adatto alla caccia. Bisognava però radere al suolo la precedente costruzione, ad eccezione della torre quadrata e di una parte della cortina nord, e far chiamare degli artisti italiani per garantire la costruzione e la decorazione del palazzo. Fu così che furono edificati un corpo di fabbrica intorno a una corte ovale e un altro situato sul basso cortile ad ovest, tutti e due collegati attraverso una galleria. Francesco I veniva a cacciare a Fontainebleau, accompagnato dalla corte e dalla sua favorita, la duchessa d'Étampes, abbandonando più o meno il castello di Blois, e annunciando il ritiro progressivo della corte nei dintorni di Parigi.
Molti direttori dei lavori si succedettero durante il suo regno: Florimond de Champeverne, segretario e valletto di camera del re, fu nominato nel 1528 supervisore fino alla sua morte nel 1531. Pierre Paule, detto l'Italiano, presente a corte dal 1528, antico portiere del castello di Moulins, valletto di camera di Luisa di Savoia, diresse infine i lavori fino alla sua morte nel 1535. Venne rimpiazzato con un atto del 21 aprile 1543 da un capo particolare, Salomone des Herbaines, tappezziere del re, custode dei mobili e dei tappeti, che presentava il vantaggio di risiedere sul posto e lavorava in collaborazione con Pierre des Hôtels, notaio, segretario e valletto di camera del re: morirà nel 1558.
I nomi degli architetti del castello sono, diversamente da questi, più ipotetici: Sebastiano Serlio, da parte sua, si vide offrire il 27 dicembre 1541 la somma di 400 livre per un anno per « [...] il suo stato di pittore e di architetto per gli edifici e il castello nel luogo detto di Fontainebleau». Gilles Jamin, architetto e capomastro del castello di Fontainebleau, così come suo figlio Gracieux Jamin e suo nipote François Jamin. Altri nomi sono stati ipotizzati per identificare l'architetto. Se Gilles Le Breton ha effettivamente lavorato sul progetto del castello, probabilmente non ne fu l'unico progettista. Il Rosso o Girolamo della Robbia, che ha proposto alcuni decori per la Porta Dorata, possono anche loro figurare come potenziali architetti. Le costruzioni successive al regno di Francesco I, come la corte del Cavallo Bianco, sono meglio conosciute grazie ricerche recenti: le tre ali nord, ovest e sud della suddetta corte furono costruite nel 1540-1542, mentre l'ala est è datata 1538-1539.
Il re sognava di fare di Fontainebleau una casa dell'arte del Rinascimento: collezionava oggetti d'arte, ordinava delle opere sulla mitologia, faceva venire dall'Italia delle antichità. Ricevé dei quadri da parte del Papa, collezioni di opere dei maestri italiani (La Gioconda e La Vergine delle rocce di Leonardo da Vinci, la Santa Famiglia, San Michele, e la Bella Giardiniera di Raffaello). Per la decorazione del castello, commissionò a Rosso Fiorentino la realizzazione del padiglione di Pomona e, soprattutto, la galleria di Francesco I. Giorgio Vasari disegnò Fontainebleau come «Nuova Roma» e la sua scuola era rinomata in tutta l'Europa dell'Ovest. Francesco I realizzò nel castello un'importante biblioteca, antesignana della biblioteca nazionale.

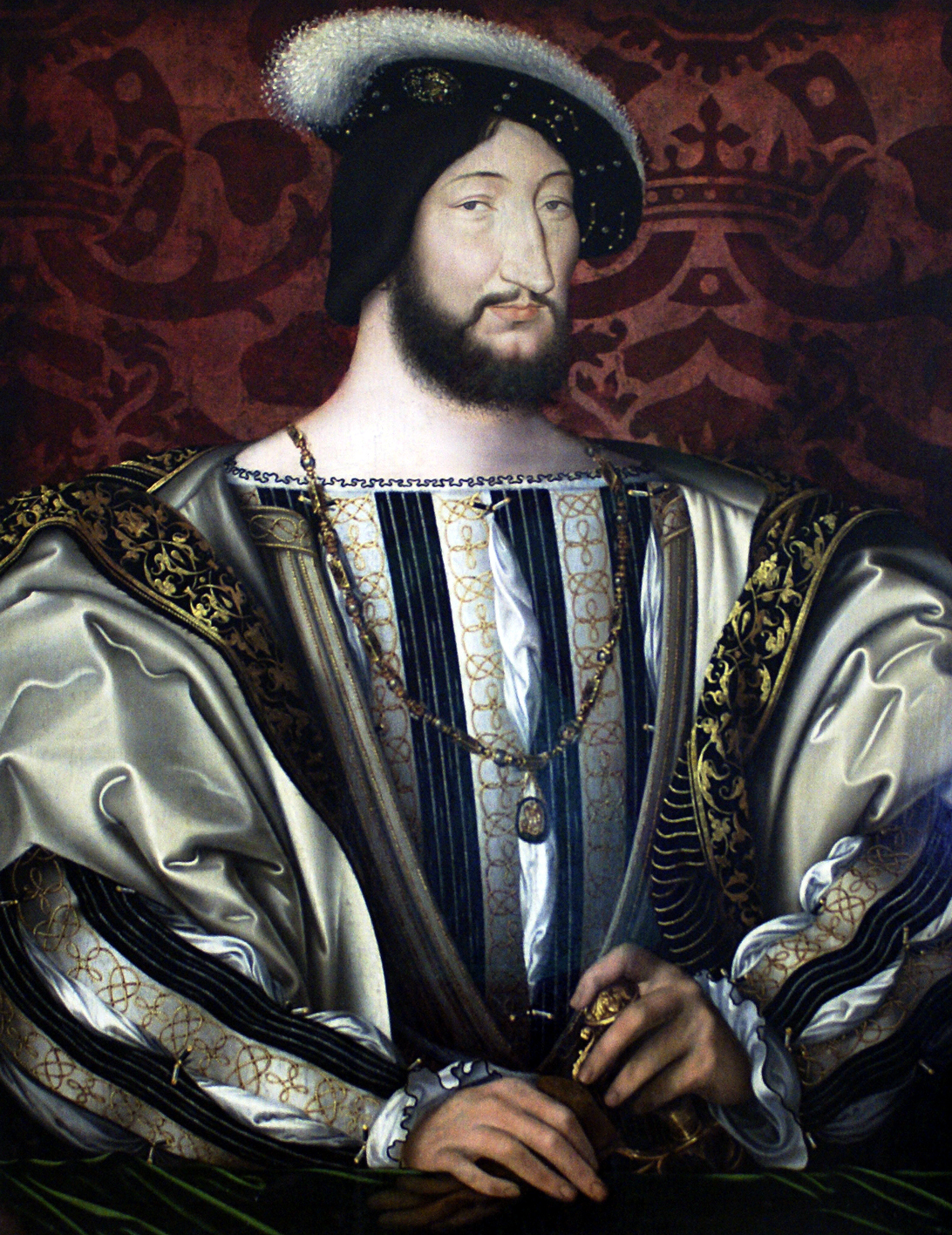
Francesco I, dipinto di Jean Clouet, Museo del Louvre.

Il castello di Fontainebleau ricevé, tra il 4 e il 27 dicembre 1536, la visita di Giacomo V di Scozia, futuro sposo di Maddalena di Francia. Fu nel 1539 che Francesco I ricevé a Fontaibebleau Carlo V e gli fece visitare il suo palazzo, tra il 24 e il 30 dicembre.
 Il figlio di Francesco I, il re di Francia Enrico II, completò il castello con una sala da ballo ed una cappella. Nominò Filiberto Delorme per verificare e visitare il castello 3 aprile 1548. Fu così che una parte del castello attuale vide la luce, tra cui la sala da ballo. Fu a Fontainebleau che nacquero la maggior parte dei figli di Enrico II e di Caterina dei Medici, i futuri re Francesco II (19 gennaio 1544) ed Enrico III (19 settembre 1551) ma anche Elisabetta di Francia (2 aprile 1545), Claudia di Francia (12 novembre 1547), Luigi di Francia (3 febbraio 1549), Francesco d'Alençon (18 marzo 1555) e le gemelle Vittoria e Giovanna (24 giugno 1556).
Due giorni dopo la morte di Enrico II, nel 1559, Caterina de Medici cacciò Filiberto Delorme, protetto di Diane de Poitiers, e affidò i lavori al Primaticcio, che divenne sovrintendente delle casse reali il 12 luglio 1559. Il 17 luglio, il controllore generale degli edifici in Francia, Jean Bullant, venne rimpiazzato da François Sannat. Fu in quest'epoca che Niccolo dell'Abate decorò il castello. Alla morte del Primaticcio, il 14 settembre 1570, questi venne rimpiazzato da Tristan de Rostaing. Jean Bullant finì per ritornare a Fointainebleau e nominato dopo di Rostaing il 3 agosto 1571 come architetto e direttore dei lavori. Alla morte di Jean Bullant, nell'ottobre 1578, il cantiere venne affidato da Enrico III a Baptiste Androuet du Cerceau.
Durante il regno dei tre figli di Enrico II (Francesco II, Carlo IX ed Enrico III), il castello di Fontainebleau fu meno abitato, i monarchi preferivano il Louvre, o ancora dimoravano nella Valle della Loira come ad Amboise o a Blois. Il castello fu anche teatro di un'assemblea di notabili, riunitisi dal 21 al 31 agosto 1560 per risolvere le questioni religiose che tormentavano il regno e autorizzarono la convocazione degli Stati Generali. Il 31 gennaio 1564, Carlo IX e Caterina de Medici ricevettero gli ambasciatori del Papa, dell'imperatore e del re di Spagna in vista di una negoziazione terminata con l'editto della pace di Amboise.

### Antico Regime

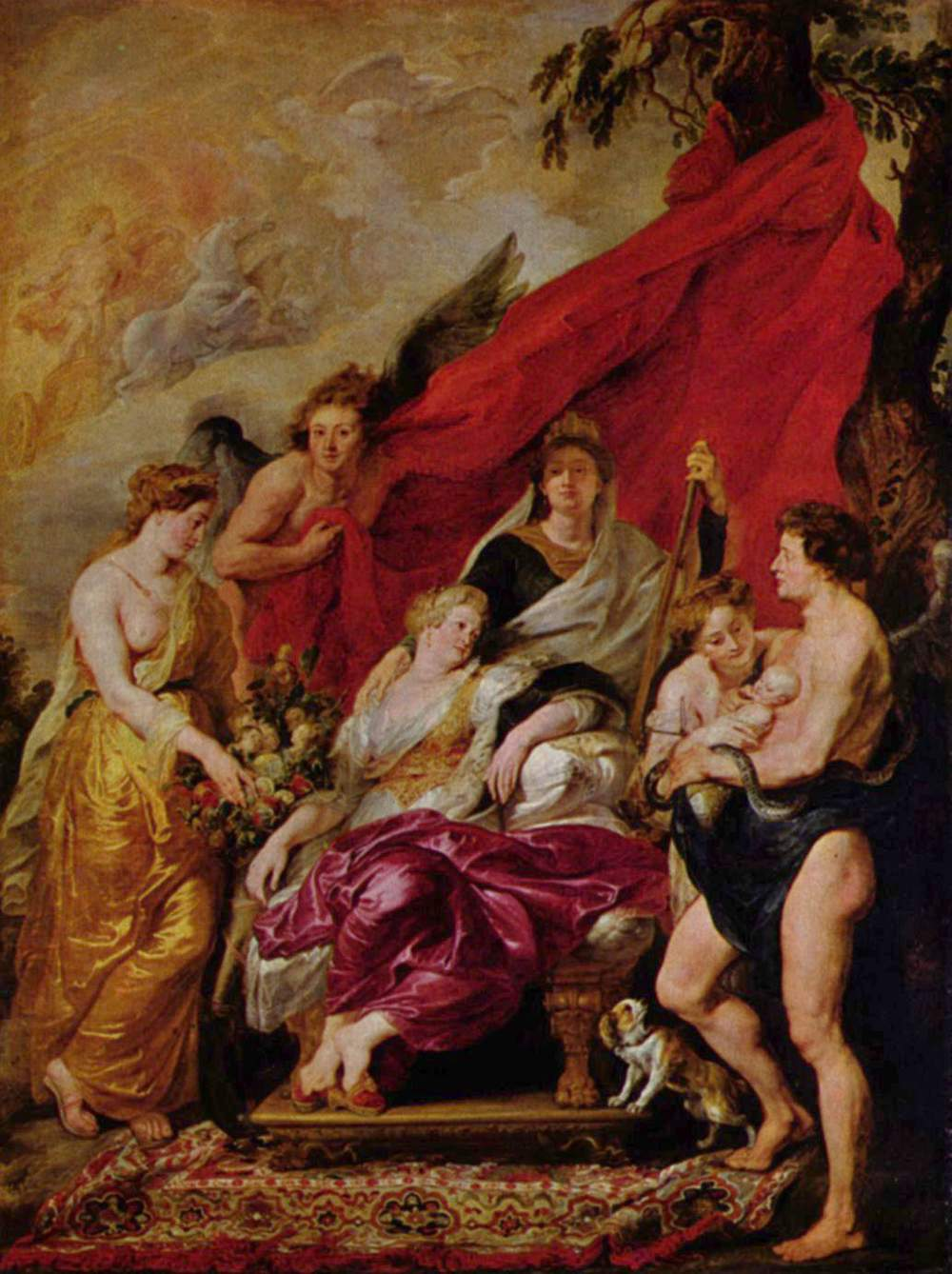
Allegoria della nascita del delfino, di Peter Paul Rubens, verso il 1623, Parigi, Museo del Louvre.

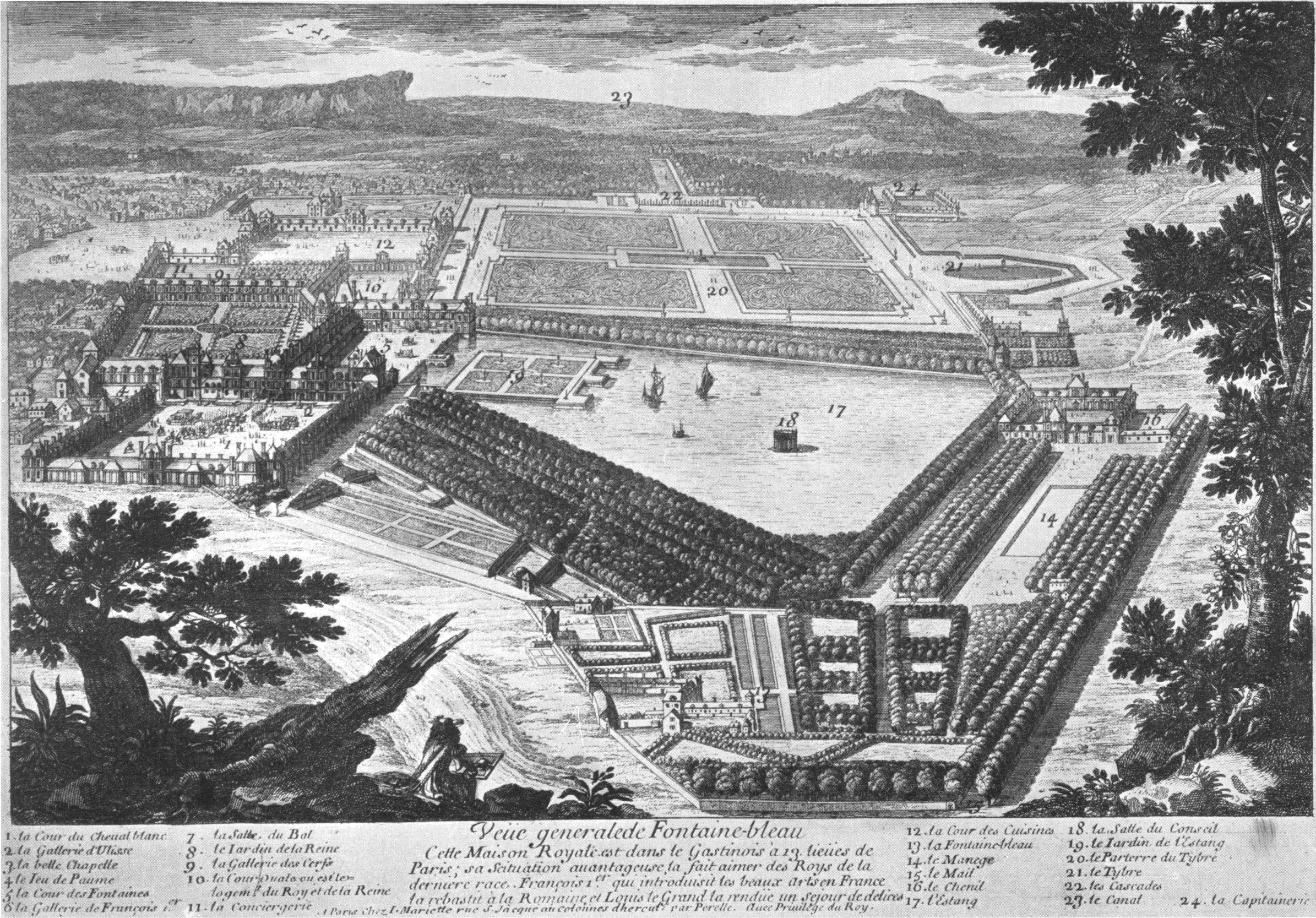
Disegno del castello di Fontainebleau di Adam Perelle, XVII secolo.

Più tardi, Enrico IV ingrandì la dimora di molte ali e fece realizzare la porta del Battistero: spese tra il 1593 e il 1609 circa due milioni e mezzo di lire per i lavori. Fece sviluppare la corte degli Uffici e raddrizzare la corte Ovale allora assai irregolare. Da quel momento in poi, il palazzo poté accogliere più di mille persone. Il re veniva a giocare a palla in una sala specificamente allestita. In quest'epoca, una nuova generazione di artisti, francesi e fiamminghi, decorarono l'interno del castello (Martin Fréminet, Jean d'Hoey, Ambroise Dubois.). Questa fu la seconda scuola di Fontainebleau. Il castello accolse tra il 14 e il 21 dicembre 1559 la visita di Carlo Emanuele di Savoia.
Fu a Fontainebleau che si sposarono Concini e Leonora Galigai il 27 giugno 1601, nella cappella del re, e che nacque il futuro Luigi XIII, il 27 settembre 1601, che venne battezzato il 14 settembre 1606 insieme a due sue sorelle, Elisabetta e Cristina. Il 4 giugno 1602, ebbe luogo al castello l'arresto del maresciallo di Biron e del conte d'Auvergne, accusati di tradimento. Il 22 novembre dello stesso anno, nacque al castello Elisabetta di Francia, figlia di Enrico IV e poi il 24 aprile 1608, suo figlio Gastone d'Orléans, avvenimento festeggiato da una serie di spettacoli dati in onore della regina Maria de Medici. Vi fu recitata anche una parte della tragedia Bradamante di Robert Garnier. Lo stesso anno, l'ambasciatore di Spagna, don Pedro de Toledo, venne ricevuto a Fontainebleau. Il 7 luglio 1609, il castello fu teatro del matrimonio di Cesare di Vendôme e di Enrichetta di Lorena.
Luigi XIII, che ereditò nel 1610 un castello ancora in cantiere, fece iniziare i lavori senza apportare modifiche rilevanti. Fu lì che il cardinale Barberini, nipote del papa Urbano VIII, venne ricevuto da Luigi XIII nel castello durante l'estate 1625; il maresciallo d'Ornano, vi venne arrestato il 4 maggio 1626; venne anche rettificato il trattato di pace (Trattato di Fontainebleau) tra la Francia e l'Inghilterra il 16 settembre 1629. Il 30 maggio 1631, Luigi XIII e il principe elettore di Baviera Massimiliano I firmarono a Fontainebleau un'alleanza segreta. Il 14 e il 15 maggio 1633 ebbe luogo la promozione, al castello, di 49 cavalieri dell'ordine del Santo Spirito. Il 25 settembre 1645 fu firmato a Fontainebleau il trattato di matrimonio tra Ladislao IV di Polonia e Maria Luisa di Gonzaga-Nevers. Un anno più tardi, dal 19 al 23 agosto 1646 il riconoscimento di Enrichetta Maria di Francia, regina di Inghilterra, e di suo figlio, il futuro Carlo II d'Inghilterra. La regina Cristina di Svezia ci dimorerà una prima volta dal 4 al 6 settembre 1656; durante il suo secondo soggiorno, dal 10 ottobre 1657 al 23 febbraio 1658, lei fece assassinare con la spada e il pugnale il suo consigliere e favorito Monaldeschi il 10 novembre 1657 per tradimento, il che provocò un grande scandalo.
.

Il castello di Fontainebleau, di Pierre-Denis Martin, verso il 1718, olio su tela, 61 x 46 cm, Fontainebleau, museo nazionale del castello

Luigi XIV, anche se preferiva le dimore situate ad ovest di Parigi e lasciava tutte le sue attenzioni sul castello di Versailles, amava venire a Fontainebleau. Durante il suo regno, Fontainebleau venne considerato come una dimora di passaggio, ma restò un simbolo del potere dei re di Francia, e la sua manutenzione si iscrisse quindi nella continuità della monarchia. Fu anche perché le modifiche architettoniche restano limitate, ma si osservò una profonda rinnovazione dei giardini: tra il 1645 e il 1646, Anna d'Austria fece ridisegnare il giardino di Diana da André Le Nôtre, il quale, con Louis Le Vau, modificò la platea installando al centro una fontana di roccia. Il re fece anche costruire un teatro, venendo al castello quasi ogni anno: fu a Fontainebleau che nacque il Gran Delfino il 1º novembre 1661; che iniziò il 25 giugno 1664, il processo del sovrintendente Nicolas Fouquet alla cancelleria; che ebbe luogo l'udienza del cardinale Chigi, legato a papa Alessandro VII il 29 luglio 1664; che fu celebrato, il 31 agosto 1679, il matrimonio della nipote del re Maria Luisa d'Orléans e di Carlo II di Spagna; che fu firmato il trattato tra la Francia e la Svezia, poi quello tra la Danimarca e il duca di Holstein-Gottorp il 2 settembre 1679 e nel 1698. Luigi XIV firmò qui anche il 18 ottobre 1685 l'editto revocando quello di Nantes e proibendo il protestantesimo in Francia.
Il compositore Jean-Baptiste Lully seguì per molte volte la Corte a Fontainebleau, la prima volta nel 1661 per montare il Baletto delle Stagioni, un'altra, nel 1670, dove diede una rappresentazione nell'ala della Camminata, una terza il 9 settembre 1677 per dirigere un Te Deum nella cappella della Trinità per il battesimo del suo primo figlio, Luigi, e un'ultima il 20 ottobre 1685. Nel 1679-1680, François d'Orbay fece costruire degli hotel per i segretari di Stato. Nel 1701, Hardouin-Mansart raddoppiò l'ala della galleria dei Cervi, la lunghezza del muro est, per una costruzione in macerie di mattoni ed intonaco.
Il 9 novembre 1685, morì a Fontainebleau Luigi Armando di Borbone, principe di Conti. Il Gran Condé a sua volta si spense nel castello l'11 dicembre 1686. Dall'11 al 18 ottobre 1690 ebbe luogo al castello il primo soggiorno dell'anziano re d'Inghilterra Giacomo II e di sua moglie Maria Beatrice d'Este, e ritornarono ogni anno al castello fino al 1700. Il 5 novembre 1696, il castello fu teatro dell'arrivo di Maria Adelaide di Savoia, futura duchessa di Borgogna e madre di Luigi XV. San Simone scriverà della scena «Tutta la corte era sul ferro di cavallo che fissava un bellissimo spettacolo con la folla che era in basso. Il re trattava la principessa che sembrava essere uscita dalla sua tasca, e la condusse lentamente alla tribuna (della Cappella) un momento, e poi al grande appartamento della regina madre che le era destinato...».

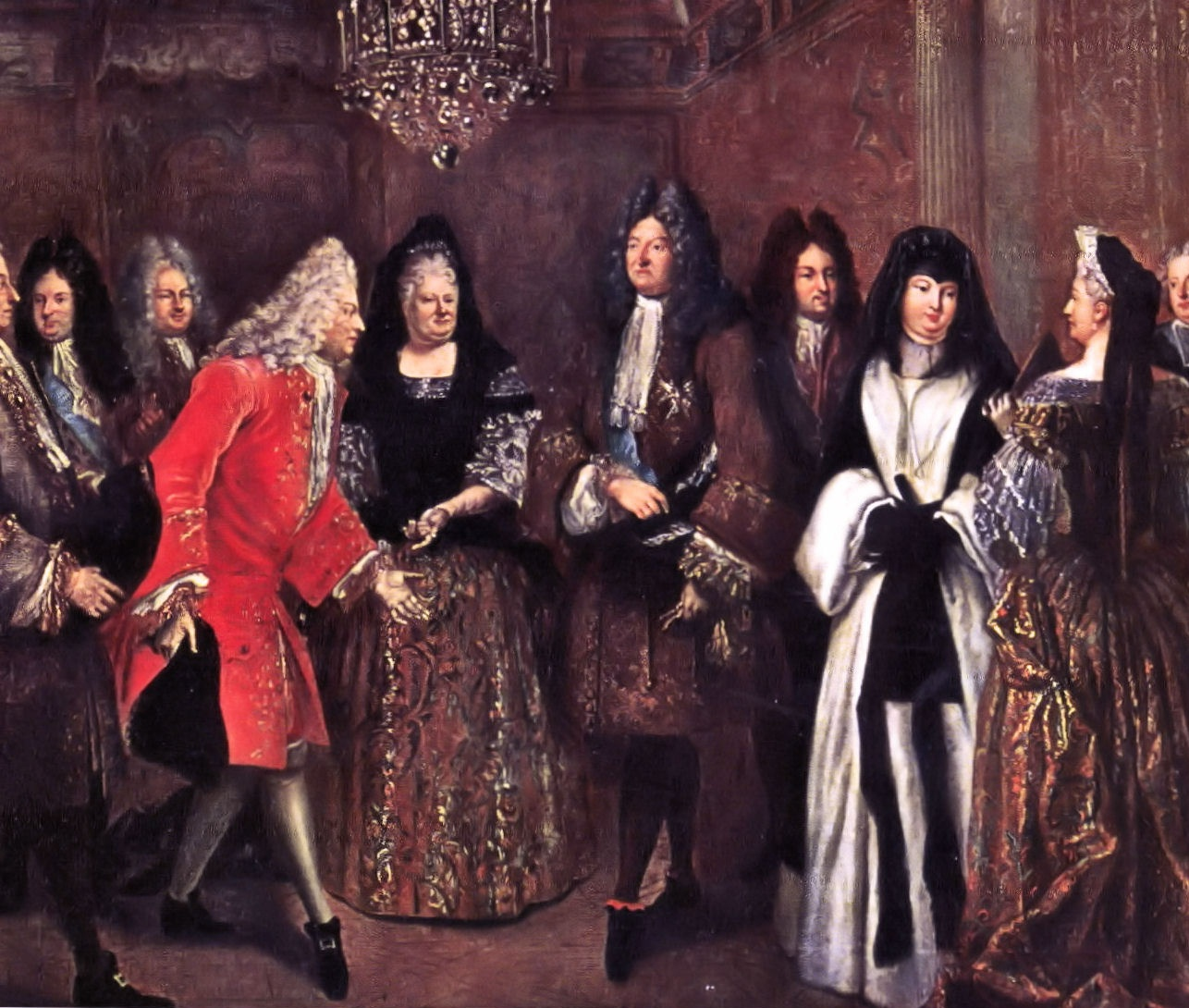
Luigi XIV riceve a Fontainebleau il principe elettore di Sassonia Federico Augusto nel 1714 (dettaglio), di Louis de Silvestre, verso il 1715, olio su tela, 120 x 155 cm, Museo dei castelli di Versailles e di Trianon.

Il 13 ottobre 1698, il castello di Fontainebleau ricevé il matrimonio per procura di Leopoldo, duca di Lorena, e di Elisabetta Carlotta d'Orléans. San Simone afferma che la decisione di accettare la corona di Spagna per il duca di Angiò venne presa dopo un consiglio tenutosi il 10 novembre 1700 negli appartamenti di Mme de Maintenon. Verso la fine del regno di Luigi XIV, Fontainebleau ricevé la visita, tra il 21 e il 24 agosto 1712, di Lord Bolingbroke, inviato da Anna Stuart per negoziare la pace dopo la guerra di successione spagnola, e la visita il 26 settembre 1714 di Federico Augusto, principe elettore di Sassonia e re di Polonia, sotto il falso nome di conte di Lusace. Ricevé anche lo zar di Russia, Pietro il Grande il 30 e il 31 maggio 1717.

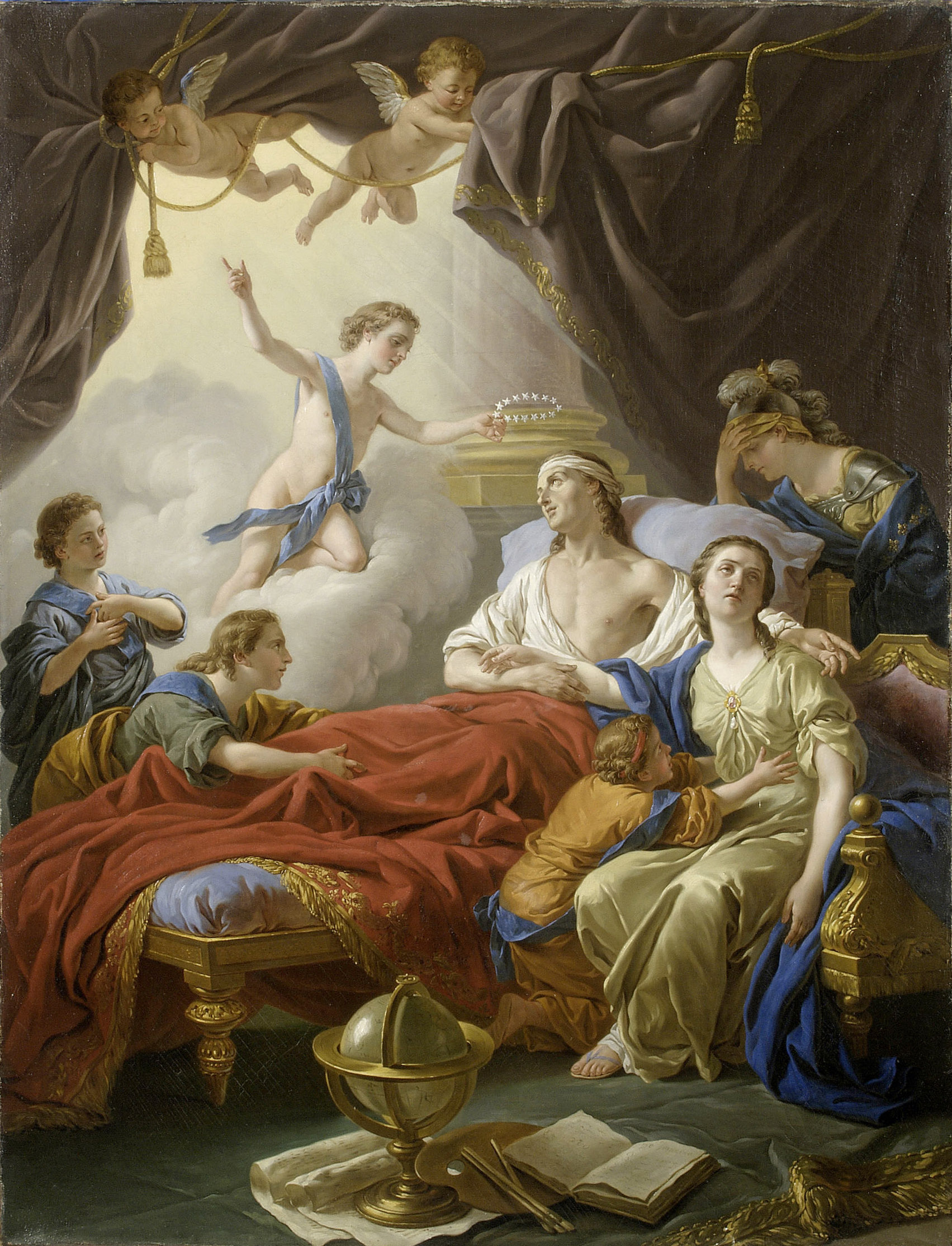
Allegoria della morte del Delfino, di Louis Jean François Lagrenée, 1715, olio su tela, 129 x 97 cm, Fontainebleau, museo nazionale del castello.

Luigi XV, che si sposò qui il 5 settembre 1725, fece costruire una sala per spettacoli, che brucerà nel 1856, e ricostruire una galleria così come il pavillon des Poêles di Jacques-Ange Gabriel, e Luigi XVI non soggiornò spesso al castello, ma restò fedele alla tradizione di un soggiorno annuale, facendo di Fontainebleau una sorta di «palazzo d'autunno».
Il 27 ottobre 1743, Fontainebleau fu il teatro della firma di un trattato di un'alleanza segreta tra la Francia e la Spagna. Il 18 ottobre 1752 ebbe luogo al castello la prima rappresentazione dell'Indovino del Villaggio di Jean-Jacques Rousseau. Il 3 novembre 1762 fu firmato qui il trattato di Fontainebleau, trattato segreto tra la Francia e la Spagna per discutere dei possessi in Louisiana. Il delfino Luigi, figlio di Luigi XV, morì di tubercolosi nel castello il 20 dicembre 1765. Il re Cristiano VII di Danimarca ci soggiornò dal 24 al 27 ottobre 1768, poi dal 2 al 5 novembre, dove vide recitare Tancredi di Voltaire. Il 12 maggio 1771, ebbe luogo a Fontainebleau l'arrivo di Maria Giuseppina di Savoia, futura contessa di Provenza, e poi quella, il 14 novembre 1773, di Maria Teresa di Savoia, futura contessa d'Artois.
Il regno di Luigi XVI fu segnato dalla rettifica a Fontainebleau di due trattati: da una parte, il Trattato di Fontainebleau firmato nel 1785 tra l'Austria e i Paesi Bassi alla fine della «guerra della marmitta» e dall'altra un trattato di commercio tra la Francia e l'Inghilterra, il 10 novembre 1786.

### Epoca contemporanea
Durante la Rivoluzione francese, il palazzo fu spogliato del suo mobilio. Nel gennaio 1789, il fuoco fu acceso nell'Aranciera, l'incendio si propagò e danneggiò la cappella, ridusse in ceneri l'appartamento del Delfino (nell'ala precedentemente conosciuta sotto il nome di Galleria Francesco I). Venne occupato dalla Scuola Centrale di Seine-et-Marne, poi divenne, dal 28 gennaio 1803 al 30 giugno 1808, la caserma della Scuola speciale militare, che sarà trasferita a Saint-Cyr-l'École ed infine una prigione.
Napoleone I fece rivivere Fontainebleau a partire dal 1804, lo fece arredare, e ci tenne la sua corte, per la quale fece sistemare 40 appartamenti di stato. Due sere alla settimana, faceva dare spettacoli d'opera e di teatro. Fontainebleau fu anche un luogo di decisioni politiche, come la sala del trono e la biblioteca da lavoro dell'imperatore.
Il 23 maggio 1808, il castello accolse la visita di Carlo IV di Spagna e della regina Maria Luisa. L'anno 1807 fu segnato da tre avvenimenti: il trattato che fissò le frontiere tra l'Austria e il Regno d'Italia il 10 ottobre, un trattato d'alleanza franco-danese il 15 ottobre e un trattato segreto tra Francia e Spagna riguardante il Portogallo il 27 ottobre.
Il futuro Napoleone III venne battezzato al castello il 4 novembre 1810, con altri 24 figli di dignitari e generali.
Napoleone vi fece trasferire segretamente il papa Pio VII (già prigioniero dell'Imperatore a Savona) il 20 giugno 1812 dove resterà chiuso per diciannove mesi e firmerà sotto pressione il Concordato di Fontainebleau il 25 gennaio 1813. Il papa lascerà Fontainebleau il 23 gennaio 1814.

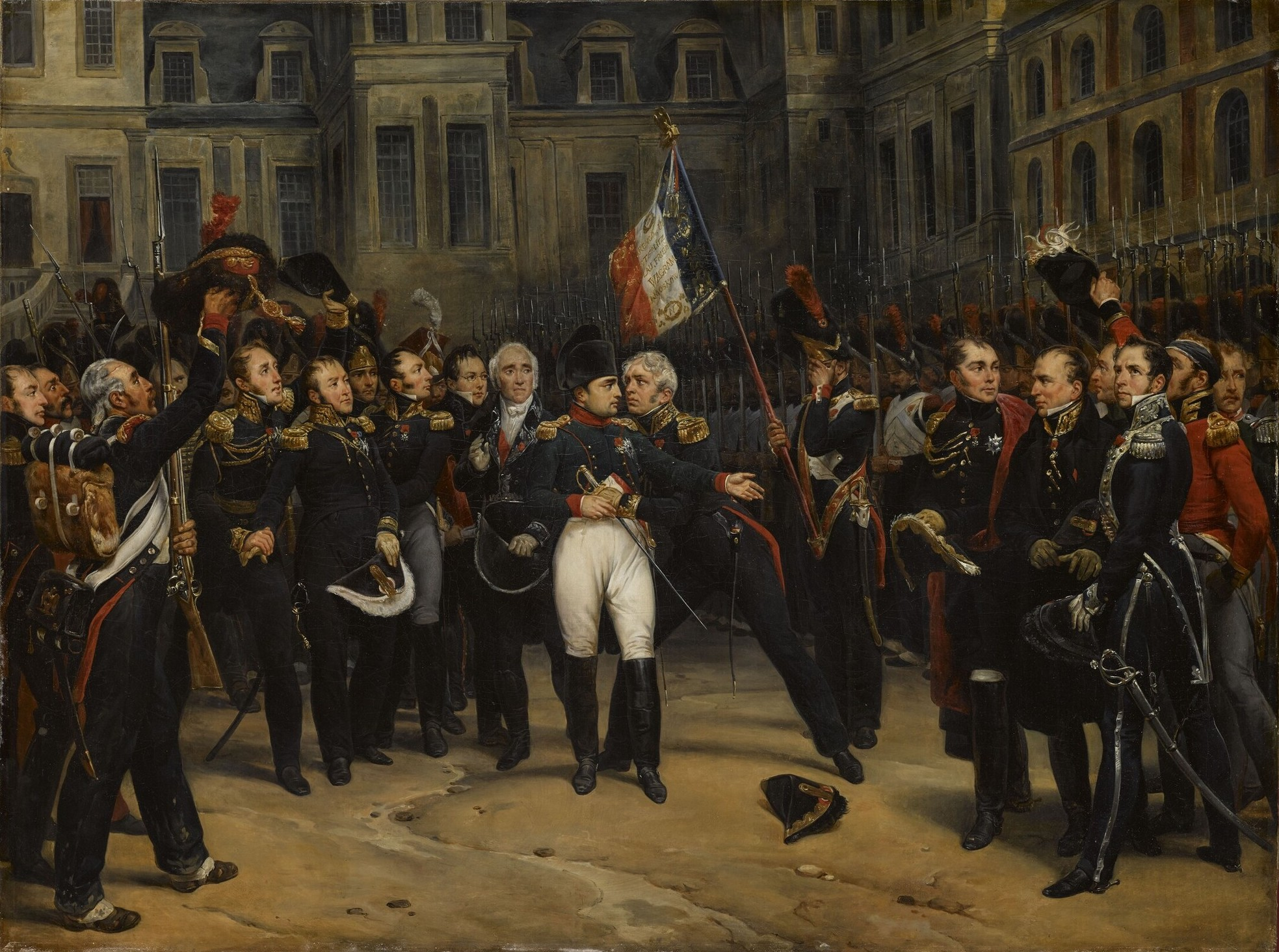
Addio di Napoleone alla Guardia imperiale,
di Antoine Alphonse Montfort, prima di Horace Vernet, Museo nazionale dei castelli di Versailles e Trianon.

Napoleone passò gli ultimi anni del suo regno nel castello prima di abdicare il 4 aprile 1814 sotto la pressione dei marescialli Ney, Berthier e Lefebvre (il trattato di Fontainebleau, che formalizza la sua abdicazione senza condizioni, fu firmato a Parigi l'11 aprile 1814). La sera successiva, dopo aver vanamente tentato di suicidarsi, pronunciò un discorso, rimasto famoso, alla sua guardia nella corte definita poi «corte degli Addii», scena illustrata dal dipinto Gli addii di Fontainebleau dipinto da Horace Vernet. Disse alla sua Vecchia Guardia: «Continuate a servire la Francia, la sua felicità era il mio unico pensiero!» e li ringraziò: « [...] da venti anni[...] voi vi siete sempre condotti con bravura e fedeltà!». Napoleone si ricorderà anche del castello di Fontainebleau durante il suo soggiorno a Sant'Elena: 
(.)
 Durante il Cento Giorni, Napoleone ci ritornerà solo per un giorno il 20 marzo 1815.
Dopo Napoleone, gli ultimi monarchi francesi ci soggiorneranno molto spesso: il 15 giugno 1816, Maria Carolina di Borbone-Sicilia, duchessa de Berry, venne ricevuta al castello. Luigi XVIII e Carlo X ci hanno soggiornato.

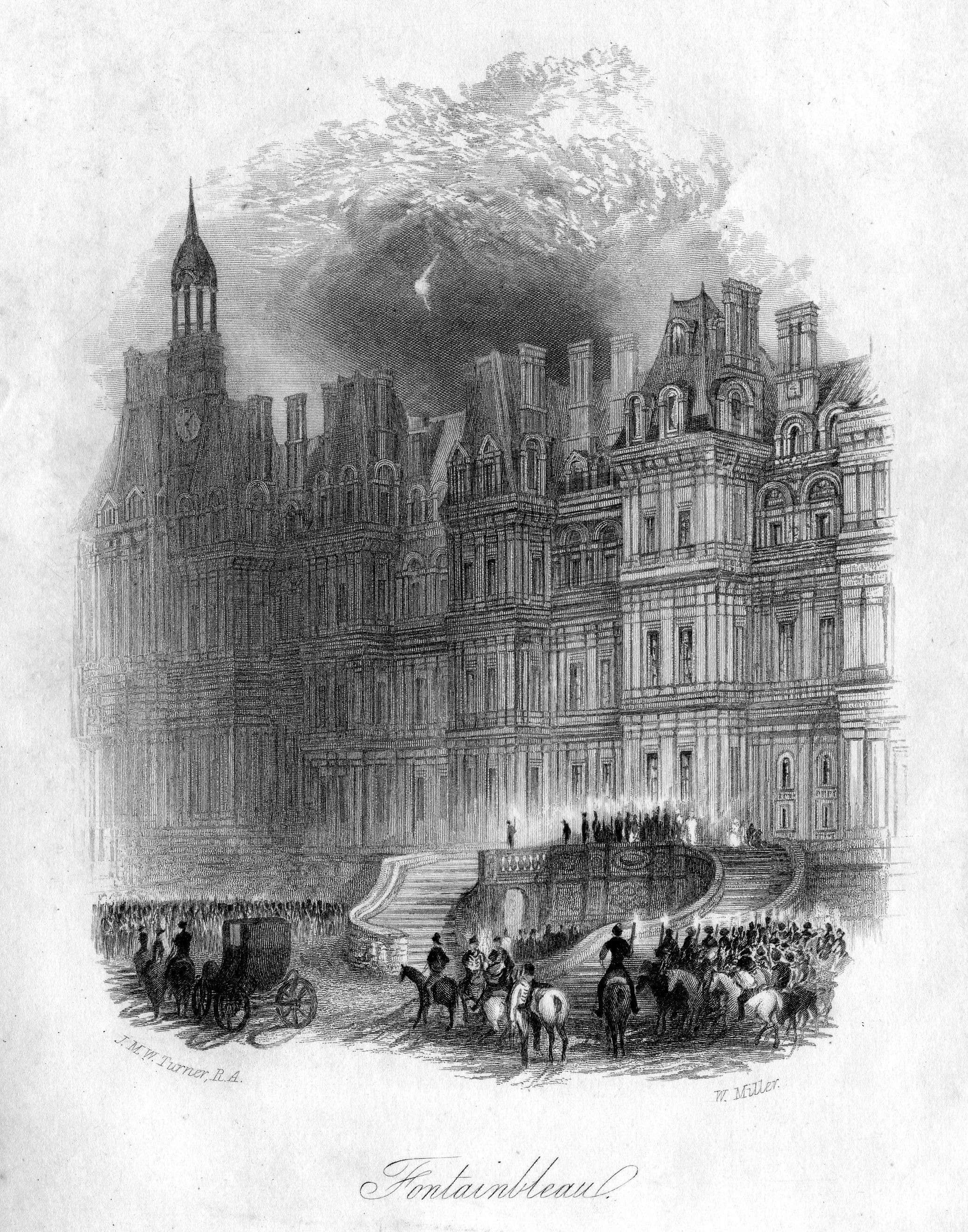
Il castello di Fontainebleau, disegnato da William Miller, 1836

Durante la monarchia di Luglio, Luigi Filippo intraprenderà i primi lavori di restaurazione (diretti da Jean Alaux, Picot e Abel de Pujo) e fece ridecorare e rinnovare l'interno, prima che il castello non servisse da quadro al matrimonio di Ferdinando Filippo d'Orléans con Elena di Meclemburgo-Schwerin il 30 maggio 1837. Dal 20 al 21 novembre 1840, il castello venne visitato dall'anziana regina di Spagna Maria Cristina. Il 16 aprile 1846, una guardia forestale, Pierre Locomte, tentò di assassinare Luigi Filippo nel parco del castello. Il palazzo ricevé la visita del bey di Tunisi, Ahmed I Bey, il 15 e il 16 dicembre 1846.
Fu nel 1848 che Abel Blouet divenne architetto del castello e intraprese nuovi restauri (galleria Francesco I, ala della corte del Cavallo bianco.). Alla sua morte nel 1853, fu sostituito da Hector Lefuel e poi da Alexis Paccard nel 1855. Il castello divenne parte dei monumenti storici nella lista del 1862. Nel 1867, Prosper Desbuisson divenne architetto del palazzo e proseguì le restaurazioni intraprese dai suoi predecessori.

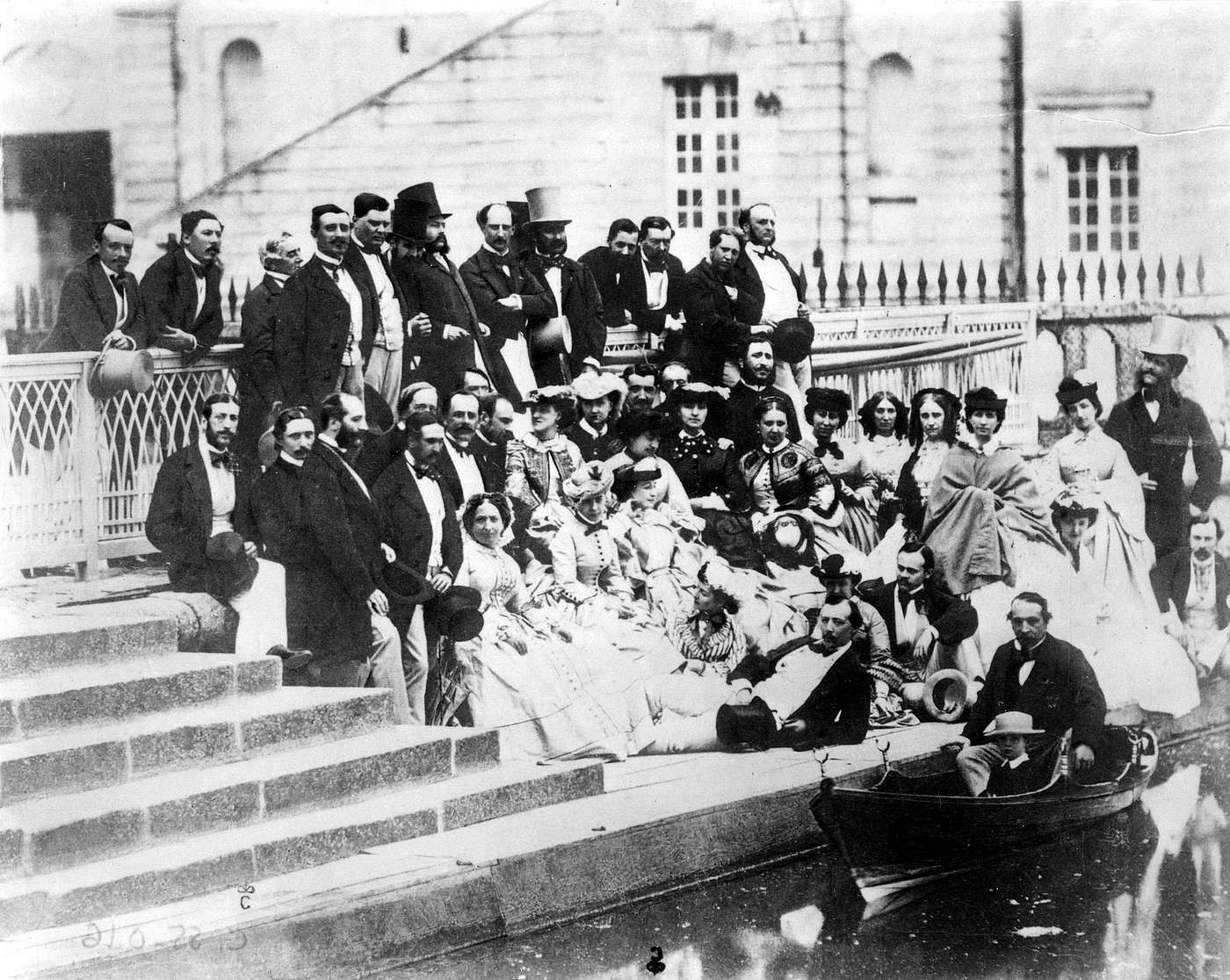
Corte imperiale a Fontainebleau, 24 giugno 1860 (anonimo, Fontainebleau, museo nazionale del castello)

Durante il Secondo Impero, Fontainebleau fece parte, con Saint-Cloud, Compiègne e Biarritz, dei luoghi di villeggiatura della corte. L'imperatrice Eugenia, moglie di Napoleone III, passava le sue serate nel piccolo teatro costruito da suo marito. Si appassionò alle sale cinesi, decorate da oggetti provenienti dal Palazzo d'Estate e dai regali degli ambasciatori di Siam, ricevuti al castello il 27 giugno 1861. Erano stati preceduti dal re di Prussia, futuro imperatore tedesco, Guglielmo I (15 e 16 dicembre 1856) e da Massimiliano II di Baviera (17 al 21 maggio 1857). Dopo la guerra del 1870, il castello fu invaso dai Prussiani (17 settembre 1870); Federico Carlo di Prussia e il suo stato maggiore l'occuparono dal 6 al 18 marzo 1871; venne finalmente evacuato cinque giorni dopo.
Nel novembre 1871, i dipendenti del castello sono addetti alla Scuola dell'applicazione dell'artiglieria del genio, dopo che questa ha lasciato Metz. Gli inizi della Terza Repubblica sono segnati dall'arrivo di ospiti importanti per i presidenti della Repubblica: Alessandro I di Serbia, il 17 agosto 1891 e Giorgio I di Grecia il 9 settembre 1892 da Sadi Carnot, Leopoldo II, re dei Belgi, il 21 settembre 1895 da Félix Faure, e Alfonso XIII di Spagna l'8 maggio 1913 da Raymond Poincaré. Il castello divenne la dimora occasionale di qualche presidente della Terza Repubblica.
Le protezioni proseguirono: le facciate e le mansarde all'esterno dei palazzi che circondavano la corte Enrico IV e la corte dei Principi, così come le facciate e le mansarde del Padiglione Sully, vennero inseriti nei monumenti storici dal 20 agosto 1913.
Molti avvenimenti importanti ebbero luogo a Fontainebleau nel corso del XX secolo. Dopo una visita il 10 luglio 1914 dell'anziana imperatrice Eugenia, il 26 giugno 1921 ebbe luogo a Fontainebleau l'inaugurazione del Conservatorio americano prima di quella della Scuola delle belle arti americane il 25 giugno 1923. Dal 1927 (data in cui il castello fu consacrato museo nazionale) e anche negli anni 1930, le parti alte dell'ala della Bella Camminata (incendiata nel 1856) furono ricostruite grazie ai fondi Rockefeller. Il maneggio di Senarmont entrò a far parte dei monumenti storici per caso il 10 ottobre 1930.
Durante la seconda guerra mondiale, l'esercito tedesco comandato dal generale Ruoff occupò Fontainebleau il 16 giugno 1940 e l'occupò fino al 10 novembre, poi dal 15 maggio fino a fine ottobre 1941. Dopo la guerra, il castello ricevé dal 6 al 10 settembre 1946 una conferenza franco-vietnamita sotto la presidenza di Max André e Pham Van Dong e il 5 ottobre 1948 fu creata al castello l'Unione internazionale per la protezione della natura.
Nel gennaio 1949, una parte del castello (principalmente la corte degli Uffici) fu occupata dal comandante capo delle forze alleate Centro Europa (OTAN) e ci resterà fino a luglio 1966. Una restaurazione generale del castello fu permessa dalla legge-programma degli anni 1964-1968 di cui André Malraux fu l'iniziatore. Il dominio di Fontainebleau venne classificato patrimonio mondiale dell'UNESCO nel 1981. Il 25 e il 26 giugno 1984 si riunì a Fontainebleau il Consiglio dei capi di Stato e di governo della Comunità economica europea, presieduta da François Mitterrand.
Fu nel 1986 che venne inaugurato, nell'ala Luigi XV, il museo Napoleone I. Le costruzioni della corte degli Uffici (in restaurazione) sono stati recentemente affidate al Centro europeo di musica di camera. Il ministero della Cultura e della Comunicazione ha per questo acquistato nel 2006 le antiche stalle reali e intrapreso delle restaurazioni.
Il dominio nazionale di Fontainebleau in tutta la sua totalità, incluse le parti costruite e non costruite non ancora protette, fa parte dei monumenti storici dal 10 ottobre 2008.
Nel 2011, visite tematiche ed esposizioni si tennero al castello nel quadro del festival della storia dell'arte.
Nel 2012, la cantautrice statunitense Lana Del Rey ha utilizzato il castello come set per il video musicale della sua canzone Born To Die.

## Architettura ed interni

### Costruzioni del XVI secolo

#### Ala della scala del ferro di cavallo

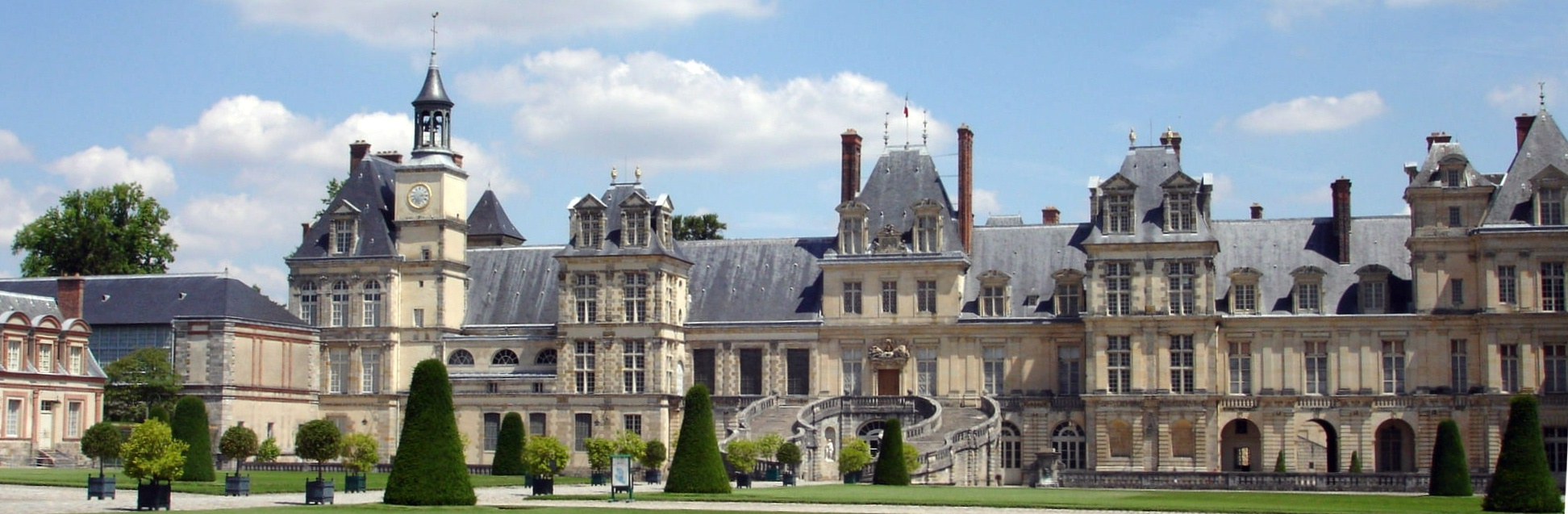

##### Padiglione delle Armi e galleria dei Cervi (distrutto)
Questo padiglione doveva all'origine contenere l'armeria del re. Presenta nella sua architettura un insieme di pietre da taglio e di detriti. Ambroise Perret ci pose la carpenteria scolpita nel 1559. Il secondo piano fu invece rifatto nel XVIII secolo.
Il padiglione delle armi si trovava all'estremità della galleria dei Cervi, distrutto nel 1833. Fu decorato (come la galleria dei Cervi) da Louis Poisson dal 1601 al 1608, da pitture sul muro e da pannelli di legno nella parte bassa dei muri. Le pitture costituivano una serie di sette grandi scene di caccia (caccia al lupo, al cinghiale, al cervo, alla volpe, al falco, etc), alternate con dei decori d'architettura finti composti da nicchie nelle quali prendevano posto dei vasi, decorati da gigli, sormontati da teste di cervi, circondanti da colonne corinzie. I decori di questa galleria li conosciamo grazie ad un disegno di Charles Percier che rappresentava una vista esterna della galleria, e soprattutto dei rilievi di Antoine-Laurent Castellan, eseguiti nel 1833, poco prima della distruzione della costruzione.

###### Cappella della Trinità

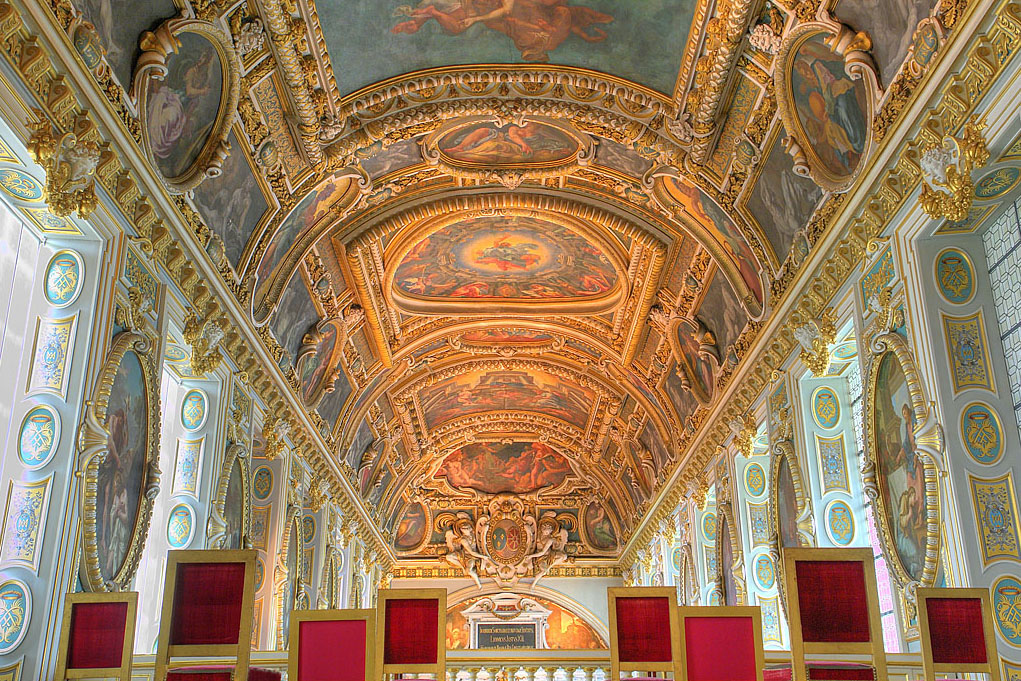
Soffitto della Cappella della Trinità.

Antica chiesa conventuale dei religiosi Trinitari installati qui da San Luigi nel 1258, venne riattaccata al castello durante il regno di Francesco I. Ricostruita a partire da questo regno e sotto quello di Enrico II, ricevette la volta attuale sotto Enrico IV e fu terminata da Luigi XIII, poi arricchita da Luigi XIV, Luigi XV e Luigi XVI.
Si devono al pittore Martin Fréminet le scene del mistero della Redenzione dell'uomo (i Trinitari erano un ordine redentoriano): L'Apparizione di Dio a Noé al di sotto della tribuna, L'Annunciazione dietro all'altare maggiore, Il Cristo all'ultimo Processo circondato dalle sette prime intelligenze al centro, così come i personaggi dell'antica Legge (re di Giuda, profeti, virtuosi), dipinti sotto la volta tra il 1608 e il 1619.
L'altar maggiore, realizzato dallo scultore italiano Francesco Bordoni nel 1633, il quale fu anche l'autore del pavimento in marmo multicolore, è circondato da statue di sovrani (san Luigi a destra dell'altare con i tratti di Luigi XIII, e Carlo Magno a sinistra, con i tratti di Enrico IV). L'altare e il tabernacolo originali si trovano nella chiesa parrocchiale di Fontainebleau, dove furono trasferiti durante la Rivoluzione.
Il quadro dell'altare è stato dipinto da Jean Dubois il Vecchio nel 1642 e rappresenta la Santa Trinità nel momento della deposizione dalla croce. La tribuna, sostenuta da colonne di marmo, è opera di Scibec di Carpi, così come la chiusura del coro è datata 1554. Philibert Delorme aveva presieduto alla creazione di due oratori: uno per Enrico II realizzato nel 1557, l'altro per Diana di Poitiers. I due furono distrutti nel 1605. Le boiserie e i cancelli delle cappelle sono l'opera di monsignor Jean Maujan, che le subappaltò a Robert Andry nel 1629. Barthelemy di Trembleay aveva incominciato le pitture decorative, terminate da suo genero Germain Gissey, socio di Jean Bertrand e Robert Cammel. Le ultime pitture eseguite nella cappella sono i dipinti ovali realizzati sotto Luigi XVI.
L'organo di François Henry Cliclquot, ancora esistente, fu realizzato nel 1774.
Il principale avvenimento che ebbe luogo in questa cappella fu il matrimonio di Luigi XV e Maria Leszczyńska nel 1725 (il Superiore dei Trinitari, Louis Blouin, presentò l'acqua benedetta al re e alla regina).
La cappella fu anche il teatro del matrimonio di Maria Luisa d'Orléans con Carlo II di Spagna (rappresentato dal principe di Conti) e del battesimo del principe Luigi-Napoleone Bonaparte (futuro Napoleone III) nel 1810 con altri 24 bambini e del matrimonio di Ferdinando Filippo d'Orléans con Elena di Meclemburgo-Schwerin il 20 maggio 1837.

##### Vestibolo del ferro di cavallo
Il vestibolo del ferro di cavallo, o «vestibolo della cappella», situato al primo piano, presenta un mobilio realizzato durante il Secondo Impero e copia l'ornamentazione della montatura delle tre porte in legno scolpite, datate in parte nel XVII secolo, che mettevano in comunicazione le differenti parti del castello. Le foglie in legno scolpito furono realizzate da Jean Gobert nel 1639, mentre il resto del decoro era di Jean-Baptiste-Louis Plantar (1833). La struttura e la porta della cappella sono ornate con motivi religiosi (angeli, corone di spine), la porta della terrazza è decorata con trofei d'armi, di teste di leoni e di maschere, e quella della galleria Francesco I di motivi militari e di teste d'Ercole.

##### Appartamenti delle Regine madri e del Papa
L'ala delle Regine madri apriva gli appartamenti delle Regine madri e del Papa. Fu edificata tra il 1558 e il 1566.
Questi appartamenti, finiti nel XVI secolo poi rifatti nel XVIII secolo dopo la ricostruzione del padiglione ad angolo, devono il loro nome al soggiorno di Caterina de Medici, di Maria de Medici, di Anna d'Austria e del papa Pio VII (che ci dormì nel 1804, 1812 e 1814). Gli appartamenti sono divisi in due: gli appartamenti detti «Luigi XIII», abitati dal Gran Delfino e poi da Giacomo II d'Inghilterra, e quelli detti «Luigi XV», abitati principalmente nel XVIII secolo dalle zie di Luigi XVI e dal conte di Provenza (futuro Luigi XVIII) e da sua moglie a partire dal 1770. La decorazione e il mobilio furono rinnovati sotto il Secondo Impero, ma il decoro di boiserie delle tre sale più importanti era già stato rinnovato dal 1644. La squadra di falegnami si componeva di François Moriceau, Guillame Noyers, Pierre Dionis, Louis Torchebat, Jean Langlacé e Jean Adnet, e i pittori e decoratori erano Henri Champagne e Claude d'Hoey, tutti sotto la direzione dell'architetto Jacques Le Mercier.

###### Anticamera oscura
Questa piccola anticamera divenne l'ufficio della sala d'attesa. Possiede un mobile ricoperto di velluto verde, datato Secondo Impero.

###### Salone degli ufficiali giudiziari
Prima sala delle guardie, poi anticamera, questo salone non ricevette il nome di salone degli ufficiali che nel XIX secolo. I divani e le poltrone in stile Direttorio, in legno dipinto di Jacob Frères, sono ricoperti di tappezzeria di Beauvais ed illustrano le arti e le scienze.

###### Salone degli ufficiali
Questo salone di ricevimento è ornato di tappezzeria dei Gobelins che rappresenta Lo Svenimento di Ester di Noël Coypel e Giuseppe e i suoi fratelli dai disegni di Mignard, datati 1687. Al di sotto della porta, due quadri di Pierre Mignard rappresentano le muse: Clio e Calliope ed Érato, Euterpe e Tersicore. Il mobilio si compone di un insieme del XVII secolo a cui si aggiungono dei pezzi in stile Luigi XIV e Luigi XV. Sul camino è posato un pendolo in stile Luigi XVI.

###### Salone da ricevimento
Questa sala, detta anche "salone ad angolo", è ornata di una tappezzeria di Gobelins del 1687 che rappresenta Il Parnaso da disegni di Pierre Mignard. Sulla parte superiore dei muri e al di sotto delle finestre sono visibili sei quadri: Un vaso di fiori e due pavoni e Un bambino, un tappeto e un vaso di fiori, di Pierre-Nicolas Huillot, Una tavola con un tappeto ricamato e Una figura dell'amore e un scudo di Piat Sauvage, Dei fiori e un ananas in un vaso di porfido e un Vaso d'oro, una brocca, un bacino e fiori e frutti di Jean-Baptiste Belin.

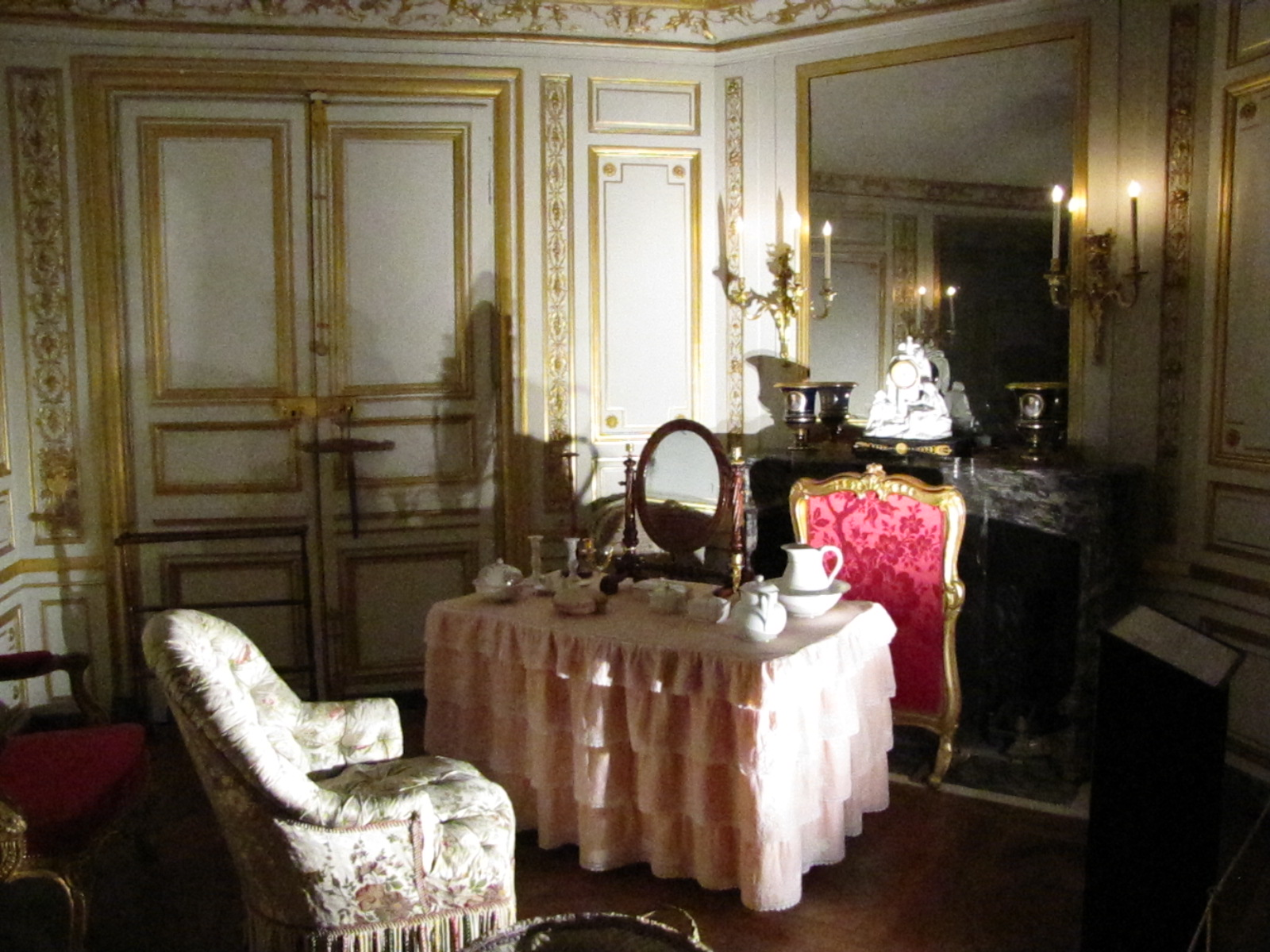
Primo ufficio della toilette

###### Camera del Papa
Il letto di questa camera, costruito per la duchessa d'Orléans, è opera di Hauré, Sené e Regnier e venne realizzato nel 1787 per Luigi XVI al castello di Saint-Cloud e servì a Napoleone alle Tuilerie. Un cassettone, detto alle travi, in amaranto, legno di rose, bronzo dorato e marmo bianco, fu realizzato nel 1787 da Stöckel e Benneman per la sala del consiglio del castello di Compiègne.

###### Gabinetto della Toilette
Questo gabinetto fu decorato nel 1784 con soffitti dorati scolpiti per il conte di Provenza. Il cassettone porta lo stemma di Riesener. Le poltrone, eseguite verso il 1770, sono attribuite a Foliot e furono copiate da Sené.

###### Secondo gabinetto di Toilette
Quest'ufficio, tutto in lunghezza, ha delle boiserie ridisegnate da Jacques-Ange Gabriel per le figlie di Luigi XV. Al centro figura un ritratto di Pio VII di Jacques-Louis David, realizzato nel 1805.

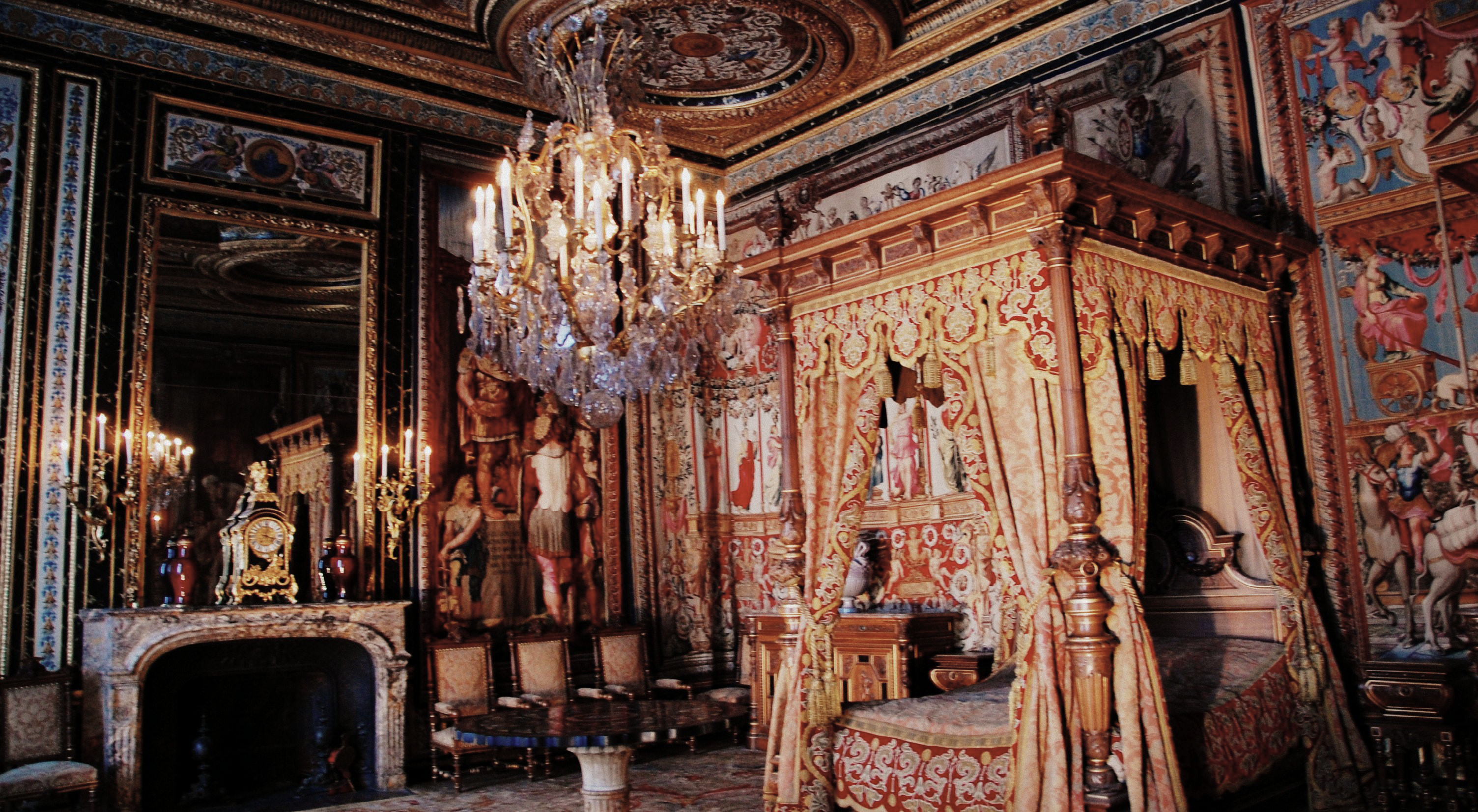
Appartamento della camera da letto.

###### Appartamento della camera da letto
Quest'antica camera di Anna d'Austria possiede un soffitto e dei pannelli verniciati di grottesche policrome di Jean Cotelle. In cima alla porta figura un ritratto di Anna d'Austria in Minerva e quello di Maria Teresa di Spagna in L'Abbondanza, entrambi realizzati da Gilbert de Sève nel 1660. Ai muri, due tappezzerie di Gobelins della serie del Trionfo degli Dei: Il trionfo di Marte e Il Trionfo della Religione, da disegni di Noël Coypel da Jules Romain. Il mobilio si compone di un insieme in noce scolpito: un letto a baldacchino, due cassettoni, una console, un canapé, sei poltrone, sei sedie, due poggiapiedi, consegnati nel 1860 dalla maison Fourdinois. Il piedistallo (opera del marmista italiano Pietro Martinori) al centro della sala, fu donato da Pio IX al principe imperiale, suo figlioccio, e fu presentato all'Esposizione universale del 1867. Il plateau circolare è ricoperto di un mosaico di marmo ritrovato sul monte Palatino. Al centro della composizione figurano gli stemmi del papa.

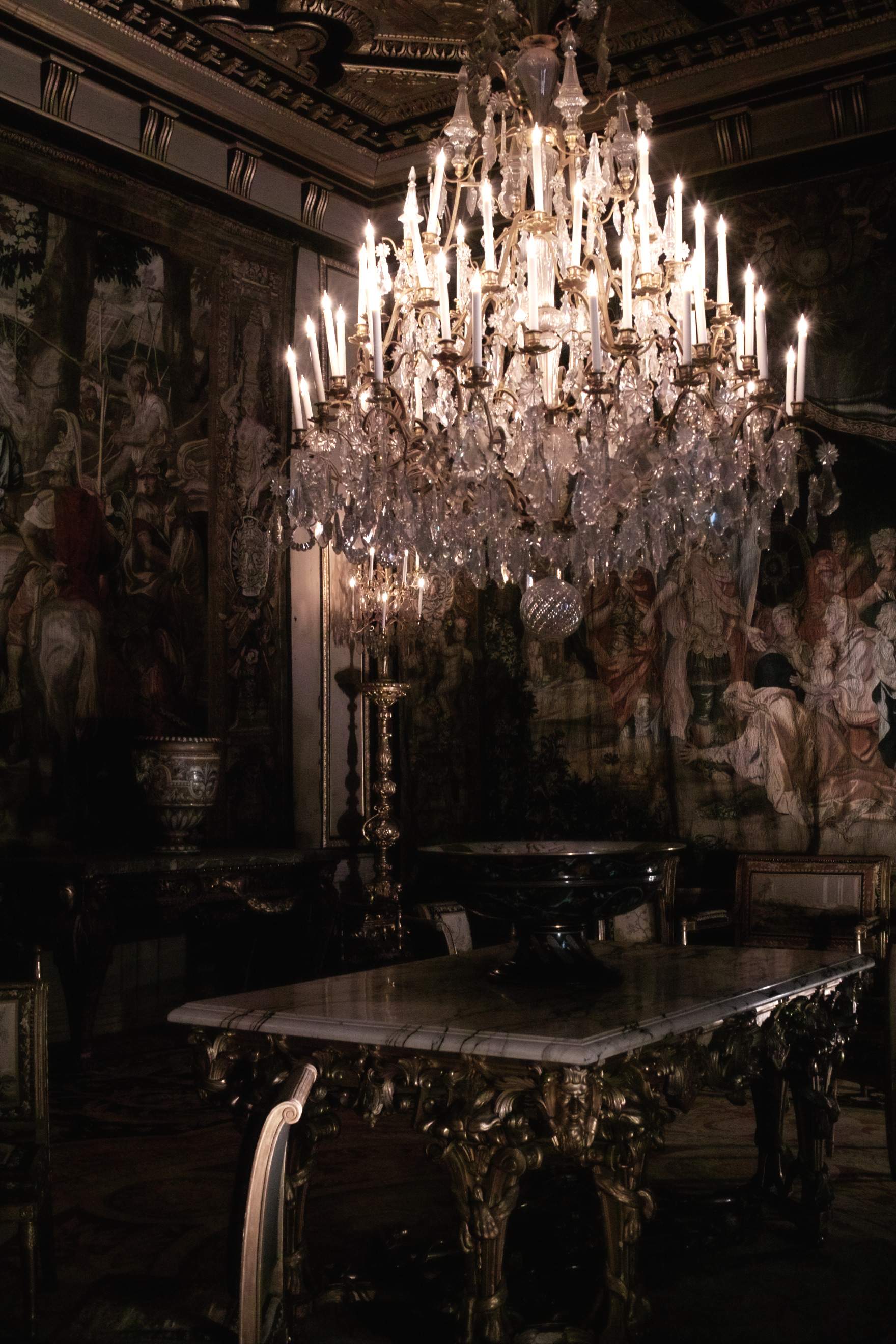
Grande Salone

###### Il Gran salone
Questo salone da ricevimento, anticamera di Anna d'Austria, è decorato da un soffitto scolpito che era situato prima della camera di Enrico II, ma il cui decoro fu fatto levare da Anna d'Austria e rimontato da André Gobert nel 1659 e arricchito di dorature da Jean Dubois nel 1662. Ambroise Perret l'aveva decorato con figure del sole e dei pianeti nel 1558. Si compone di nove scompartimenti di cui sette sono ornati di allegorie celesti. Il soffitto possiede anche gli stemmi di Anna d'Austria. I muri sono ornati di tappezzerie di Gobelins che illustrano la vita di Alessandro il Grande dai disegni di Charles Le Brun. Il mobilio si compone di due grandi console in legno dorato, con figure egiziane, realizzate nel 1787 dal falegname Trompette e dallo sculture Butteaux. Il vaso in porcellana di Sèvres, sulla console data dal 1824 e fu realizzato su un modello già esistente. Il suo decoro ricorda le arti e le scienze.

###### Secondo salone degli ufficiali
Questo salone possiede un soffitto dipinto monocromatico ricoperto d'oro di Charles Errard, realizzato tra il 1662 e il 1664. I muri sono ornati di tappezzerie di Beauvais. L'arredamento si compone di un ufficio in ebano del XVII secolo, di vasi in maiolica di Urbino, di sedie Primo Impero e, al centro, di una tavola in palissandro realizzato per la biblioteca di Luigi Filippo alle Tuileries.

##### Gallerie dei Fasti e delle Piastre

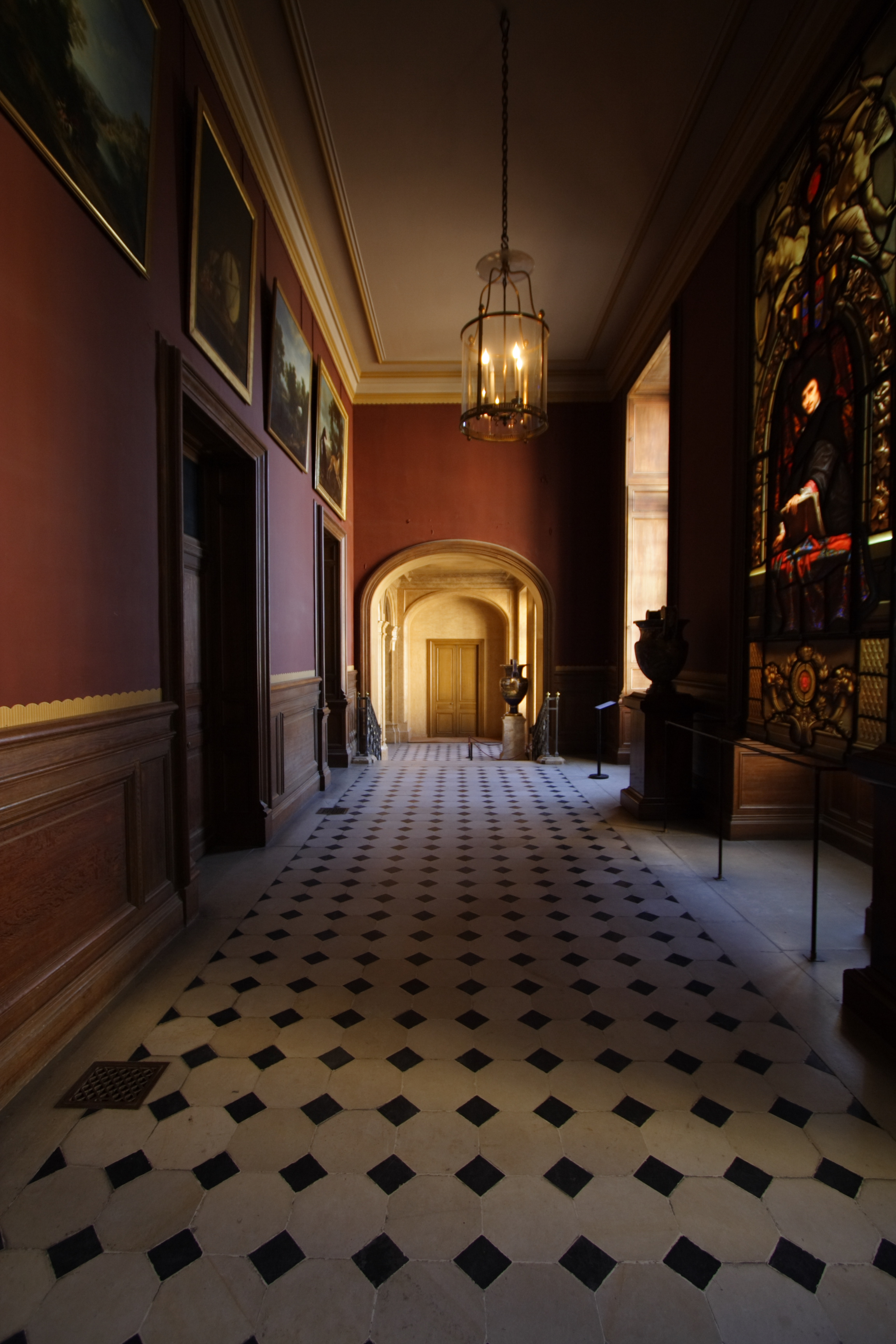
Anticamera della galleria dei Fasti.

###### Anticamera della galleria dei fasti
Questa sala, creata sotto Napoleone III, è ornata da due vasi di Achille in porcellana di Sèvres datata 1866-1867 (uno rappresentava dei guerrieri, l'altro delle donne circondate da angeli) e conserva molti quadri, tra cui una Danza delle donne in un palazzo ed un Piedistallo di un palazzo in rovina, realizzati da Jean Lemaire, così come molti quadri eseguiti da Jean-Baptiste Oudry rappresentano i cani di Luigi XV: Gredinet, bambina e Charlotte sul primo, Turlu e Misse sul secondo, Mignonne e Sylvie sul terzo e Lise et trois faisans sull'ultimo. Al centro è installato Un tambour et une épée, natura morta dipinta da Jeaurat de Bertry. L'anticamera è anche ornata da un vetro installato nella zona centrale. Realizzato dal vetraio Laurent Charles Maréchal, questo vetro intitolato L'artiste è stato realizzato per l'Exposizione universale del 1867 e ha raggiunto il castello di Fontainebleau nel 1869. Esposto dal 1939, è stato installato nell'anticamera nel 1984.

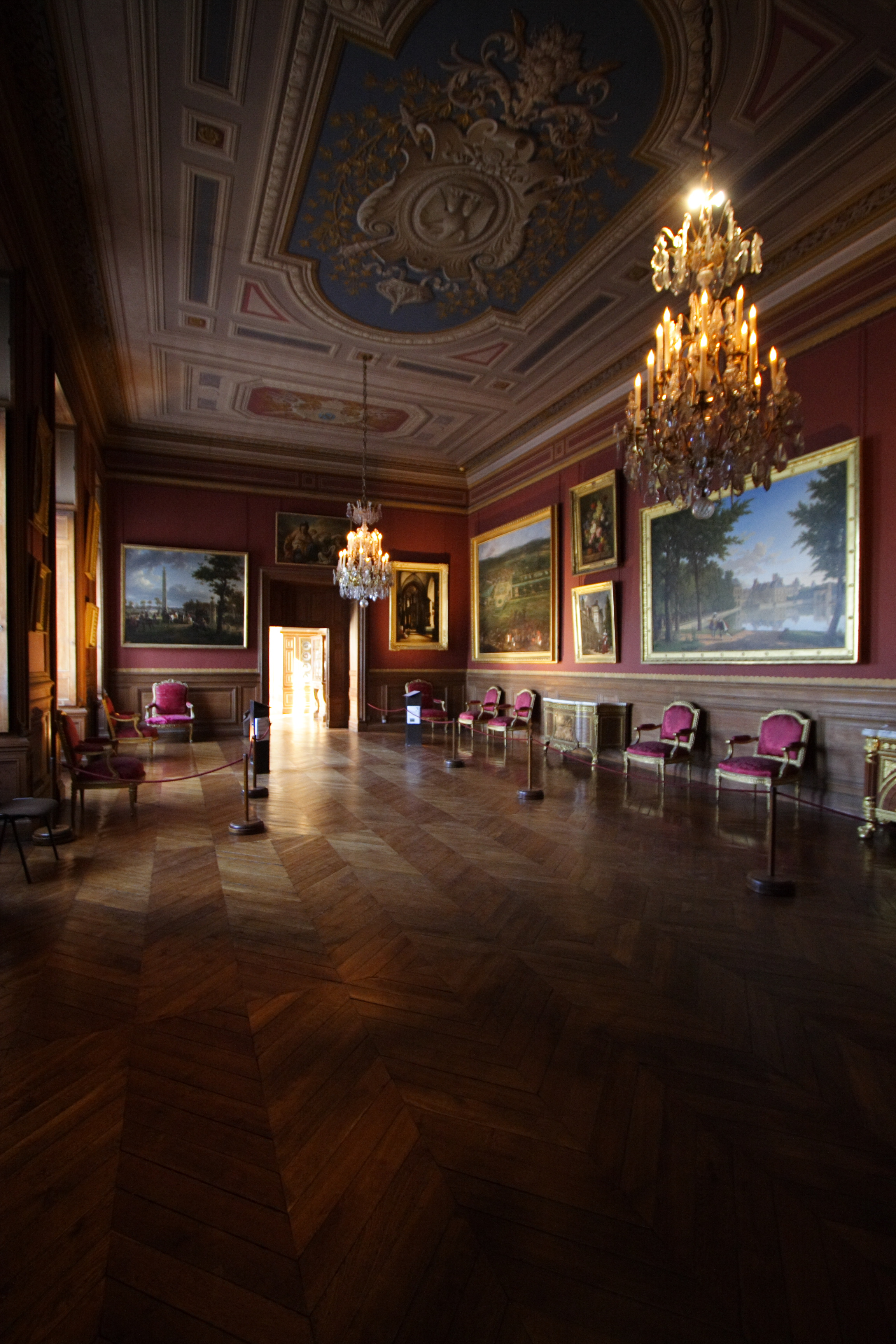
Galleria dei fasti

###### Galleria dei Fasti
Arredata da Napoleone III nel 1866 con la costruzione di una scala e di un vestibolo, la galleria dei Fasti (il cui soffitto è decorato con l'aquila imperiale, dipinta da Alexandre Denuelle nel 1866-1867) è ornata con molti quadri che illustrano la storia del castello tra i quali: Enrico IV rileva Sully, di Millin du Perreux (1819); La Regina Cristina e Monaldeschi, di Adrienne Marie Louise Grandpierre-Deverzy (1824); Il battesimo di Luigi XIII a Fontainebleau, di Clément Boulanger (1834); Allegoria della morte del Delfino, di Lagrenée (1767); Incontro di Napoleone I e di Papa Pio VII nella foresta di Fontainebleau, di Dunouy e Demarne (1808); Corte ovale del castello di Fontainebleau, di Justin Ouvrie (1886); La Giustizia e la Clemenza, di Lagrenée; Fiori e Fiori e frutti, di Jan van Dael; Incendio del teatro di Fontainebleau, di Henri Frédéric Schopin (1856); Vista della foresta di Fontainebleau, di Hue (1892).

###### Galleria delle piastre
Costruita nel 1840 nel luogo di un'antica terrazza, la galleria delle Piastre (detta anche "galleria degli affreschi") possiede un soffitto ornato di 21 pitture dell'atelier d'Ambroise Dubois, realizzato verso il 1600. Queste rappresentano le divinità della mitologia e di scarpe per bambini, erano inizialmente realizzate ad olio su intonaco e facevano parte del decoro della volta e della galleria di Diana. Deposti sotto Napoleone I e trasportati su tela, furono portati in questa galleria, che prese il nome di "galleria degli affreschi". La galleria fu ornata sotto Luigi Filippo di decorazioni neo-rinascimentali e di pannellature, le quali sono installate vicino a 128 piastre in porcellana di Sèvres del Servizio storico di Fontainebleau, che illustra la storia del castello (Francesco I ricevé Benvenuto Cellini nel 1540, di Jean-Charles Develly, Nascita di Filippo il Bello al castello di Fontainebleau), la foresta, il castello nelle differenti epoche, altre dimore reali o ancora dei luoghi visitati da Luigi Filippo durante il suo primo esilio (America del Nord con le cascate del Niagara, Inghilterra e Sicilia). L'ufficio con un cofanetto dei piatti di porcellana di Sèvres illustra, il matrimonio del duca Ferdinando Filippo d'Orlèans con Elena di Meclemburgo-Schwerin (Arrivo della Principessa, Matrimonio civile nella sala da ballo, Matrimonio cattolico nella cappella della Trinità, Matrimonio protestante nella sala della Colonne), dipinto da Jean-Charles Develly.

###### Ala dei Ministri
L'ala dei Ministri, detta anche "ala bassa", è stata costruita a partire dal 1530 e chiude la corte del Cavallo Bianco a nord. Costruita nello stesso dispositivo di mattoni e pietre dell'ala di fronte, essa non ha che un piano, punteggiato di lucernari a frontone curvilineo. Oggetto di restaurazioni e di restaurazioni successive fino al 1878, ospita oggi le sale amministrative del castello.

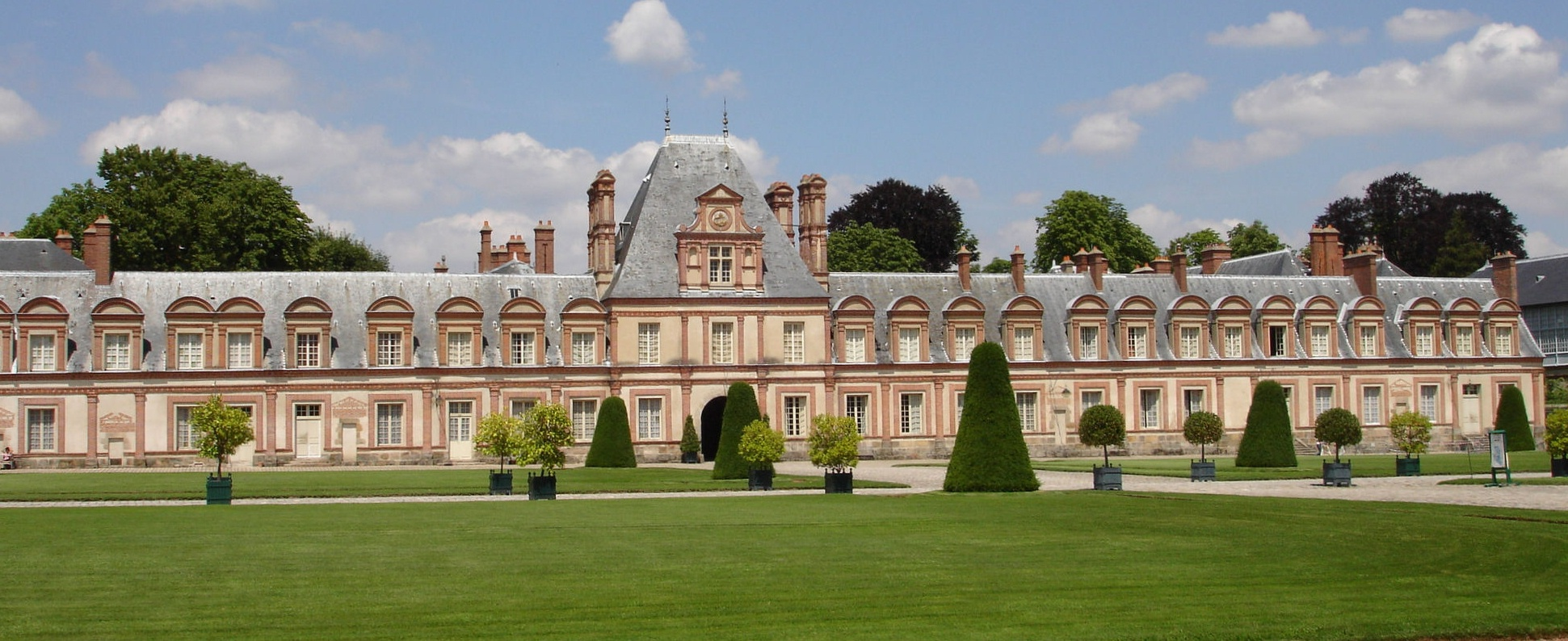
Veduta generale sull'ala dei Ministri.

#### Ala della galleria Francesco I

##### Galleria Francesco

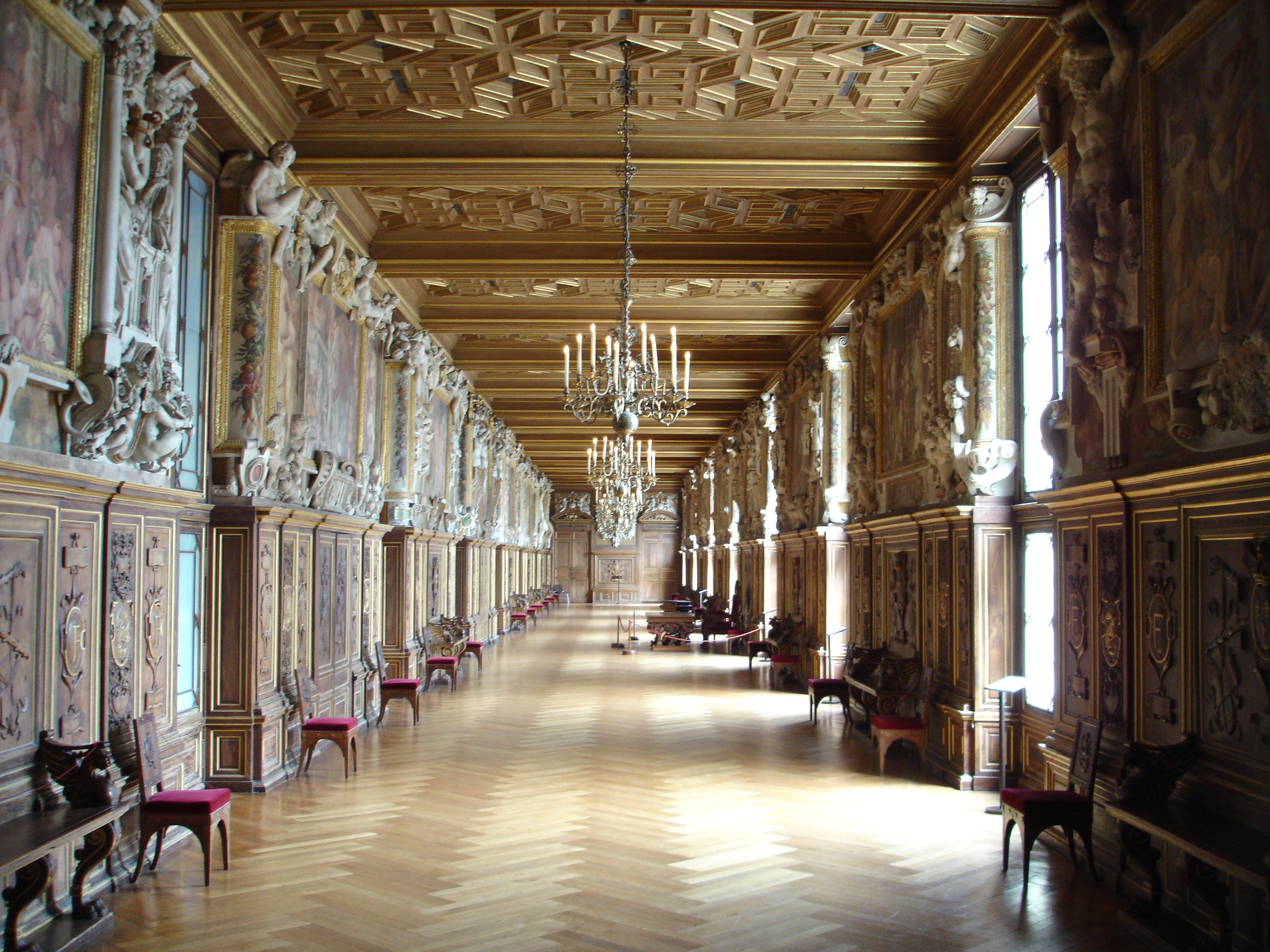
Veduta della Galleria.

Costruita tra il 1528 e il 1530, ha una lunghezza di 60 metri e una larghezza di 6 metri, e costituisce un ponte d'apertura da entrambi i lati. Il re Francesco I la fece costruire e decorare, al fine di realizzare i suoi appartamenti nella cappella della Trinità. Lui ne conservava le chiavi e la faceva visitare alle persone più importanti. La costruzione è stata affidata all'italiano Rosso Fiorentino, che la decorò in modo originale con pitture, con rivestimenti in legno, affreschi e stucchi, da marzo 1535 a maggio 1537 per gli stucchi, a partire dal 1536 per gli affreschi, e la terminò prima della visita di Carlo V a Natale 1539. I rivestimenti in noce scolpiti sono opera del falegname italiano Francisco Scibec di Carpi, che li realizzò dal 1535 con delle essenze rare, ma si orientò poi esclusivamente sul legno di noce a partire dal 1539, data in cui fu eseguito il parquet della galleria. Il soffitto a cassettone gioca nell'insieme decorativo un ruolo piuttosto secondario e porta uno stile piuttosto classico. La galleria disegna un gioco di travi, ritmati dalle aperture simmetriche e grandi pannelli dipinti. Si trova ovunque il monogramma del re. I dipinti rappresentano delle recite della mitologia greco-romana e delle allegorie il cui senso ci è oscuro ancora oggi (Margherita d'Angoulême, sorella di Francesco I, ammetteva lei stessa la complessità dei temi e disse « [...] leggetelo in ebraico»), ma che simboleggia probabilmente il buon governo del re e fa un elogio di Francesco I. Una scena è consacrata all'educazione di Achille dal centauro Chirone. Nella trave centrale sono rappresentati due scene ovali: Danae (del Primaticcio) e La Ninfa di Fontainebleau (realizzato nel 1860 da un'opera del Rosso).

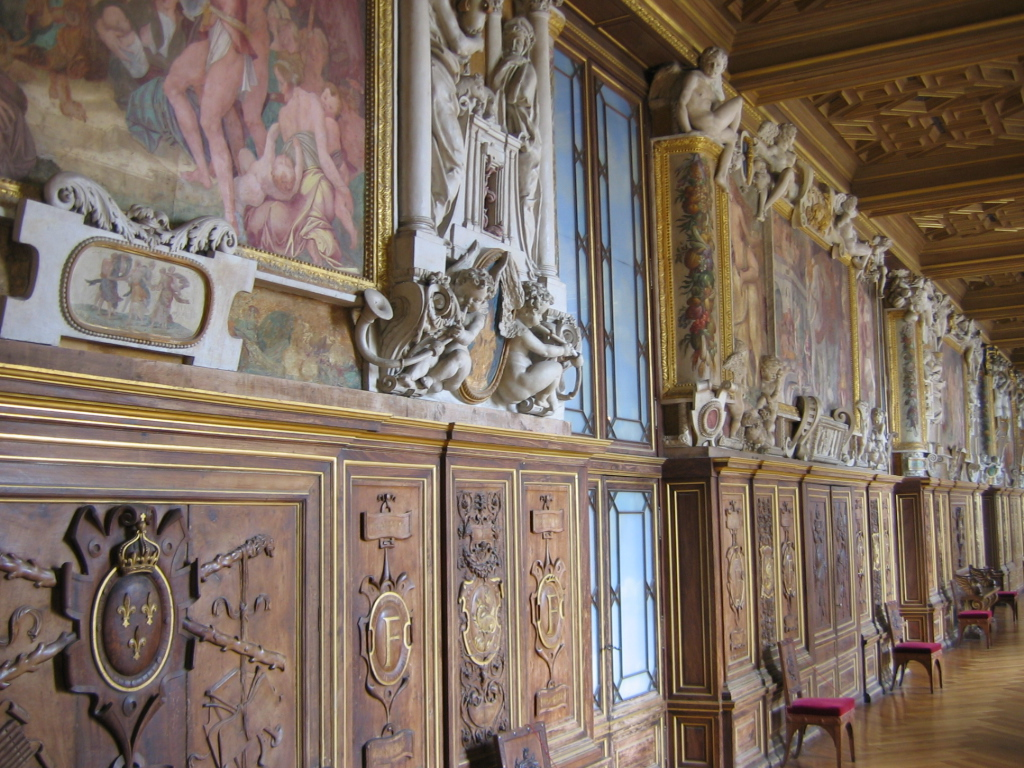
Galleria di Francesco I, dettaglio.

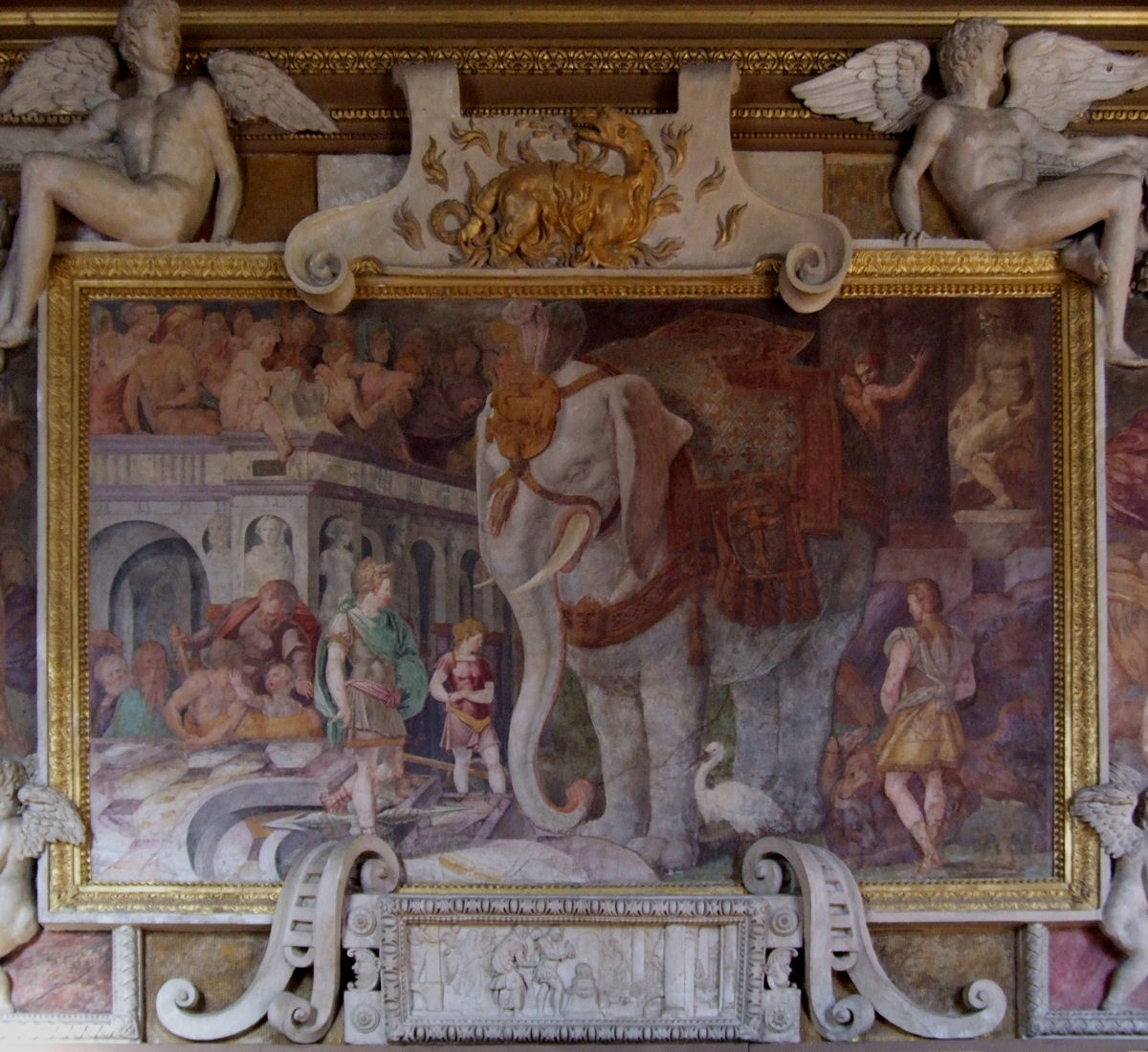
Rosso Fiorentino, affresco, del 1536

Ad est, al fianco del busto di Francesco I, sono dipinte delle scene violente: Sconfitta di Pavia, Cattività del re a Madrid, Battaglia dei Centauri e dei Lapiti (del Rosso), La Gioventù e la Vecchiaia, La distruzione della flotta greca, ecc. Sotto la scena Venere e l'Amore al bordo del bacino (intitolata anche Venere frustata o ancora Venere tenta di svegliare l'Amore addormentato, mentre Marte è partito per la guerra dipinto dal Rosso) è rappresentata, in un quadrettino realizzato nel 1540, una vista del castello di Fontainebleau che rappresenta la galleria Francesco I e la porta Dorata. Rosso è inoltre l'autore della Vendetta di Nauplius, di La morte di Adone, o ancora una scena che rappresenta Il Re in possesso di una granata, Il Sacrificio e L'ignoranza dimenticata. Ripete ugualmente il motivo del taglio in pelle che farà scuola da allora in poi.
Ad ovest sono anche rappresentati Cleobi e Bitone e I Gemelli di Satana, così come altre pitture allegoriche: una delle più celebri è quella dell'Elefante alla bardatura o L'Elefante reale (simbolo di forza, di sagacità, e di sostenibilità della regalità), che porta lo stemma reale e rappresenterebbe re Francesco I. A i suoi piedi figurano tre allegorie dell'aria, della terra e dell'acqua (il fulmine rappresenta Giove, il tridente Nettuno, e il Cervo Plutone, in riferimento ai tre spazi sui quali regnò Francesco I), ed anche una cicogna che simboleggia l'amore familiare, e rappresenta la madre del re, Luisa di Savoia. Sui lati sono dipinti due affreschi sul tema degli avvenimenti mitologici: a destra Saturno travestito in cavallo rimuove il filtro, e a sinistra Giove, travestito da toro, rimuove Europa.

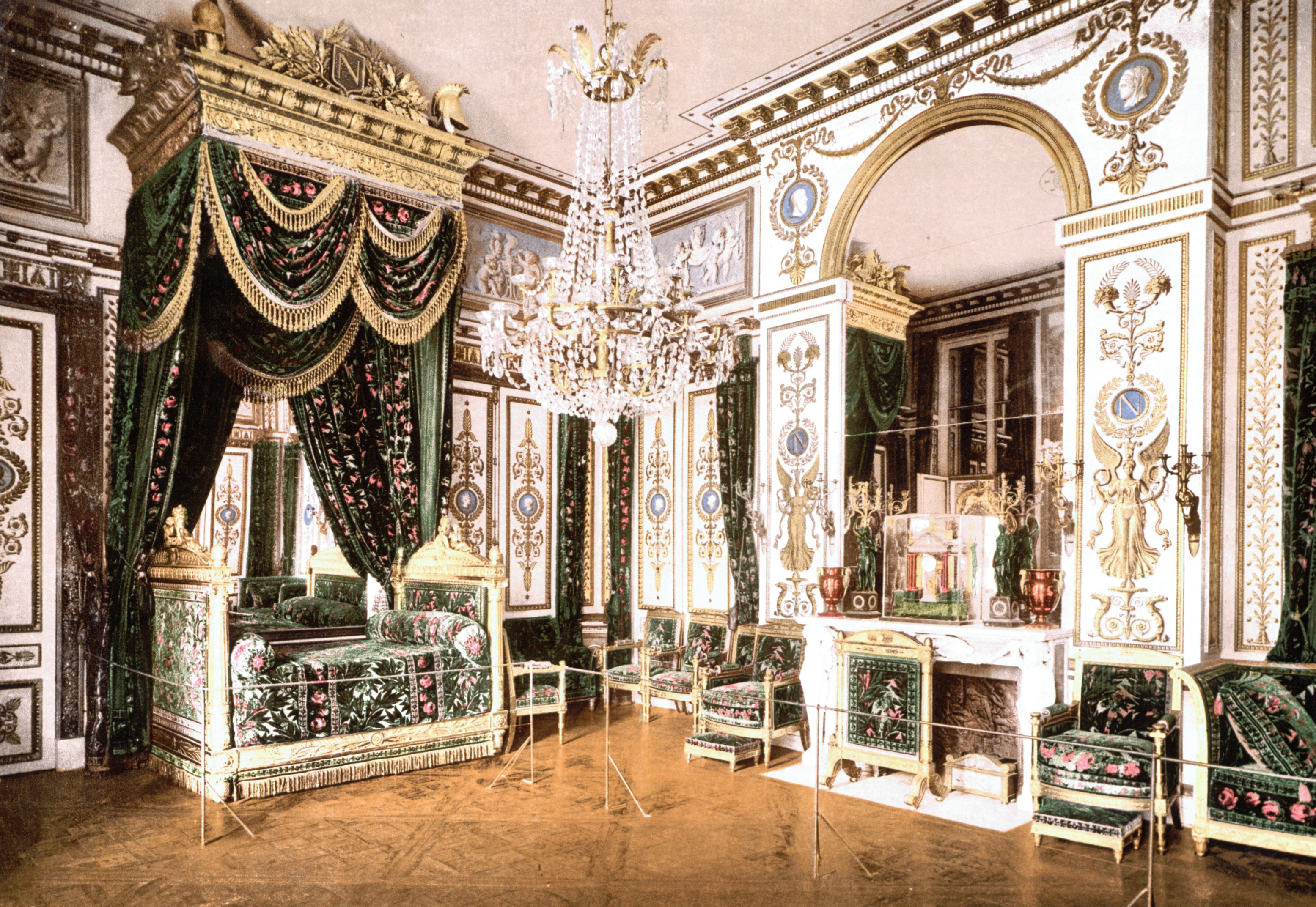
Camera dell'Imperatore.

##### Appartamenti interni dell'Imperatore
Luigi XVI fece raddoppiare l'ala nel 1786 aggiungendo degli appartamenti, privando così della sua apertura sul giardino di Diana, ma fece realizzare delle false porte-finestre per mantenere un aspetto simmetrico. Questi appartamenti furono occupati da Napoleone I.

##### Camera di Napoleone
La camera di Napoleone ha mantenuto l'essenziale del suo decoro Luigi XVI (carpenteria, camini, decori alla fine della porta). Serviva in effetti nel XVIII secolo, da "gabinetto della polvere" (gabinetto della toilette). I decori furono arricchiti dall'imperatore di vittorie, api, stemma imperiale, dipinti in grisaglie d'oro, realizzati da Simon-Frédéric Moench nel 1811. Arredati nel 1808-1809 in stile Impero, con due poltrone di Jean-Baptiste Rode, che fu anche l'autore del letto. La camera possiede inoltre un tappeto ornato di medaglie militari tessuto ad Aubusson nel 1809.

##### Piccola camera da letto

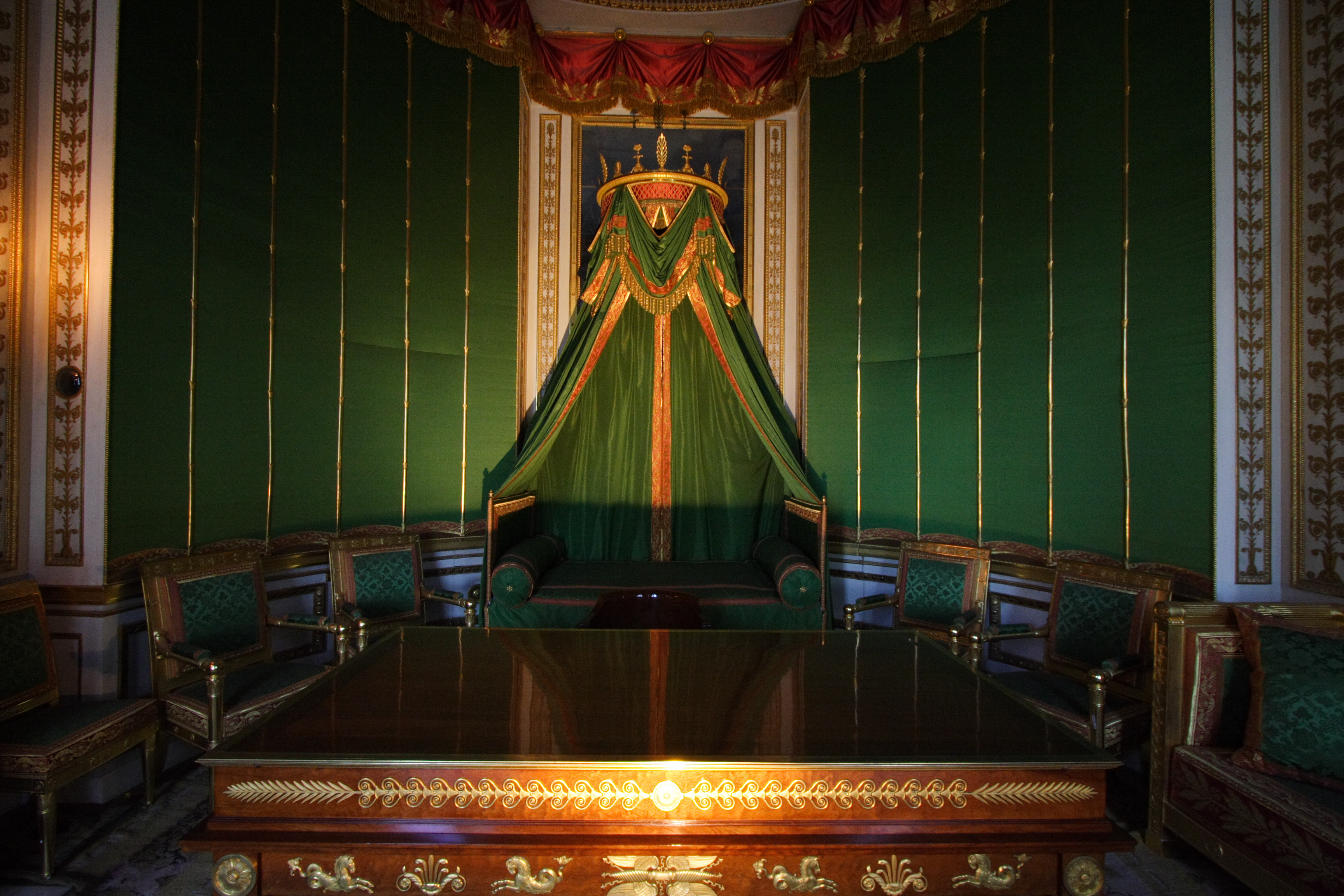
Piccola camera a cuccetta.

Antico ufficio di lavoro di Luigi XVI (di cui esistono ancora il camino, le traverse delle porte e la boiserie), la piccola camera a cuccetta degli appartamenti dell'Imperatore costituivano in effetti l'ufficio da lavoro di Napoleone, dove lui fece installare nel 1811 un letto da campo in ferro dorato. Il decoro dei mobili e i decori formano un insieme in seta verde, in broccato rosso, di drappeggi "alla romana" in broccato di color rosso papavero e oro, ritessuti dal 1984 al 1995. Al centro è installata una grande scrivania meccanica di Jacob Desmalter costruita per Napoleone I. La pittura del soffitto, realizzata nel 1818 da Jean-Baptiste Regnault, fu ordinata da Luigi XVIII e rappresenta un'allegoria dei Borboni di ritorno in Francia: La Clemenza reale ferma il corso della Giustizia.
Salone dell'Abdicazione - Salon de l'Abdication

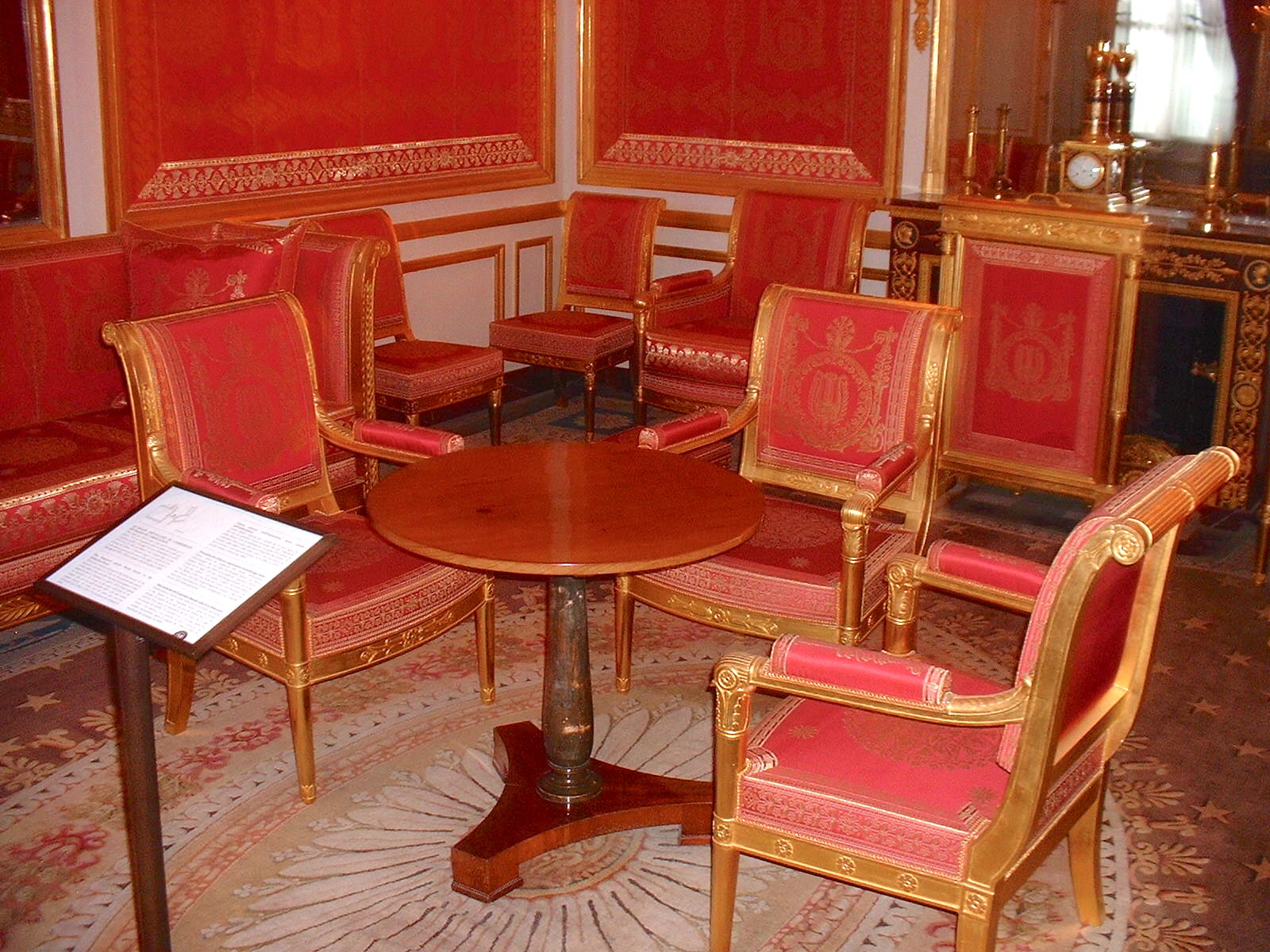
Salone dell'abdicazione.

Il mobilio Impero di questo salone (introdotto nel 1808) testimonia l'abdicazione di Napoleone I, sopraggiunta il 6 aprile 1814 e che sarebbe avvenuto in questo luogo. Si compone soprattutto di un piedistallo e di un insieme di sedie, poltrone e di poggiapiedi in legno dorato, broccato rosso e oro a motivi di cetre e rosette, realizzati da Marcion, Jacob-Desmalter, e Thomire.

##### Passaggio dei bagni
Il passaggio dei bagni (il cui decoro murario venne ristrutturato nel 1966) serviva anche da piccola sala da pranzo, come testimonia una piccola tavola a falda detta "all'inglese", realizzata da Jacob-Desmalter e consegnata nel 1810. Il resto del mobilio si compone di due poltrone realizzate da Marcion nel 1809 (ristrutturate nel 1991) coperto di gourgouran arancione tessuto a Lione, sedie di Marcion, un comò di Jacob Frères e torce di Thomire, realizzate nel 1809. Inoltre, è ornato da sei incisioni: Viste di Milano, di L. Radus e François Bellemo, realizzati nel 1807 e 1808.

##### Sala da bagno

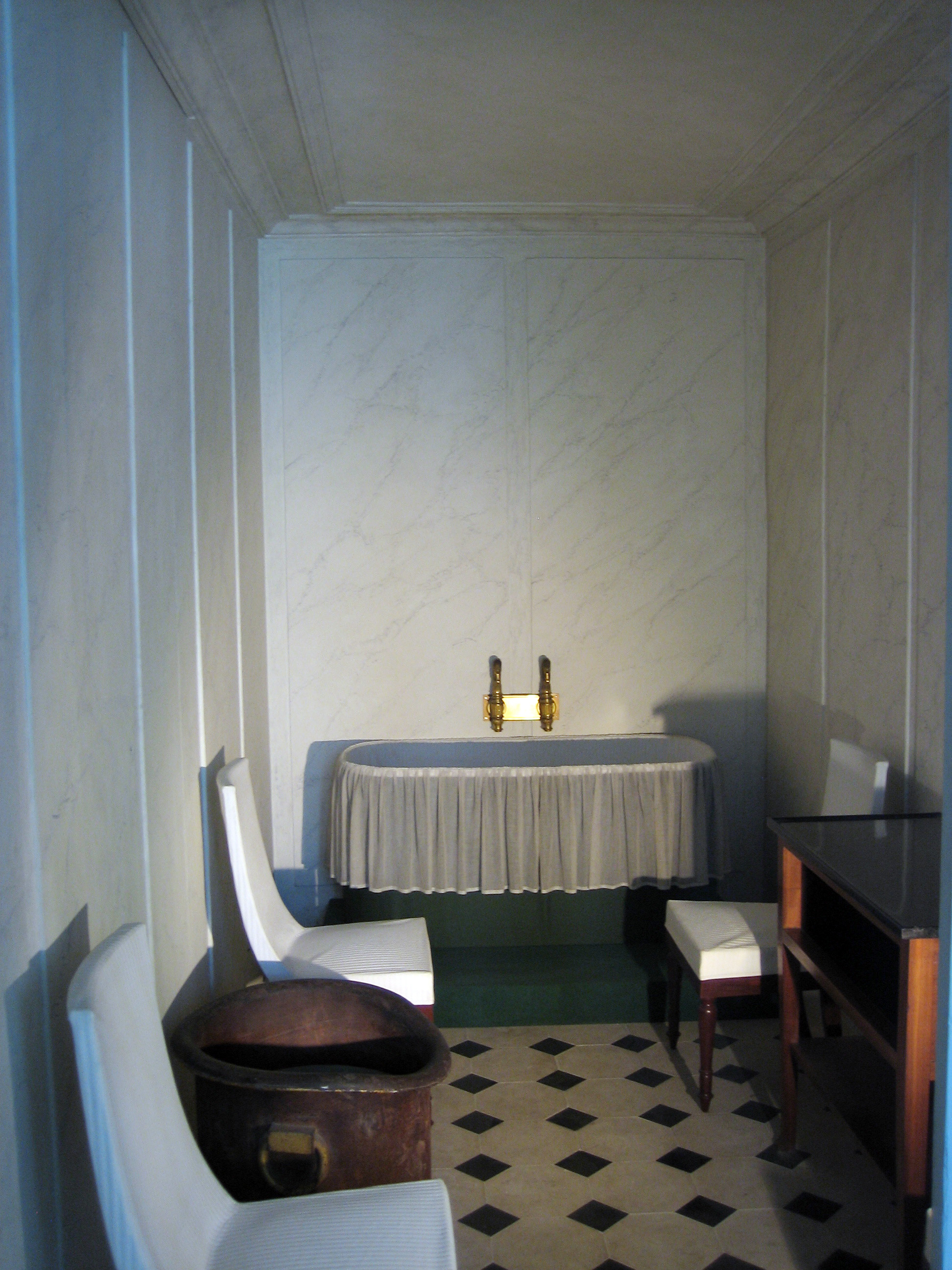
Sala da bagno.

La sala da bagno di Napoleone I fu installata nel 1806. Il suo decoro murale in stile Impero fu restaurato tra il 1985 e il 1988. Ospitava una vasca in rame stagnato guarnito con mussola così come un pediluvio in lamiera verniciato realizzato dalla manifattura di Martel nel 1806, e sedie in mogano.

##### Anticamera dell'Imperatore

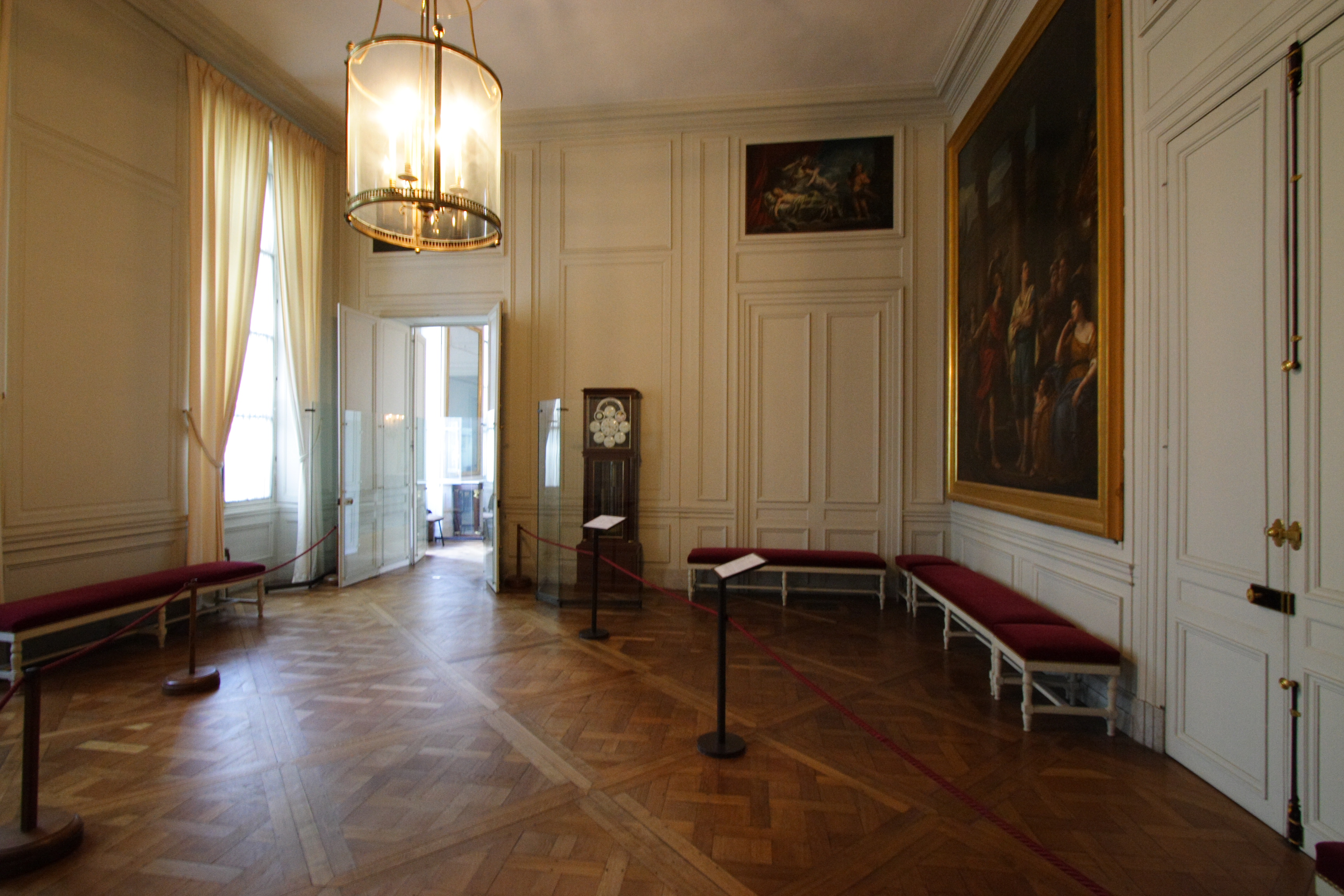
Anticamera dell'Imperatore.

Questo luogo, antica sala da bagno di Luigi XVI, camera di Eugenia di Beauharnais nel 1804 e ufficio topografico nel 1805, divenne anticamera nel 1808, data in cui fu installato il suo mobilio attuale, di una grande semplicità. Il suo decoro murale fu modificato da Luigi Filippo (parte alta della porta) e da Napoleone III. Nel 1859 furono installati due grandi quadri, uno di Joseph-Marie Vien (Hector déterminant Pâris à prendre les armes', realizzato nel 1783), l'altro di Nicolas Guy Brenet (Dames romaines offrant leurs bijoux au Sénat datato 1785). Il pendolo italiano a sei quadranti comprato per Napoleone I e installato nell'anticamera, indica oltre l'ora, i giorni della settimana e i loro segni, il calendario, il mese, le fasi della luna e del sole, gli equinozi, gli anni bisestili e i segni dello zodiaco. Il resto del mobilio si compone di panche e di sgabelli da anticamera in stile Impero.

##### Appartamenti dei bagni (distrutti)
Francesco I aveva fatto costruire, nel 1534, al pianterreno dell'ala che porta ancora oggi il suo nome, un insieme composto da tre sale da bagno e da quattro piccoli saloni che furono decorati con stucchi ed affreschi, di cui certi sono dovuti al Primaticcio. Queste sale furono distrutte nel 1697 per creare un nuovo appartamento. Sono oggi conosciuti grazie a delle descrizioni assai imperfette.

##### Piccoli appartamenti di Napoleone I
I piccoli appartamenti di Napoleone I sono situati nel luogo degli antichi bagni di Francesco I, trasformati durante il regno di Luigi XV in appartamenti privati riservati al re, a Madame de Pompadour e poi a Madame du Barry. Furono riarredati per Napoleone I dal 1808 al 1810. Le sale danno sul giardino di Diana e hanno pannelli lignei in stile Luigi XV e un mobilio in stile Impero.

##### Anticamera dell'Imperatore
Questo posto costituiva la prima dopo la seconda anticamera di Madame de Pompadour, prima di diventare la prima anticamera di Madame Elisabetta. Venne arredata con sedie d'anticamera in legno dipinto, realizzate nel 1810, e restaurate nel 1972.

##### Primo salone dell'Imperatore
Questo luogo era la seconda anticamera, poi l'ufficio di Madame de Pompadour. Divenne nel 1768 l'ufficio di Madame du Barry, poi la sua sala da pranzo nel 1772. Durante il regno di Luigi XVI, il luogo divenne la sala da biliardo della principessa de Lamballe, poi sala da pranzo nel 1786, prima di divenire la seconda anticamera di Madame Elisabetta nel 1791. Infine, fu l'anticamera del cardinale Fesh nel 1804 prima di essere il primo salone dell'Imperatore. Le boiserie sono datate XVIII secolo, mentre i vetri sono del 1863. Il luogo ha perso anche molto del suo decoro Impero, di cui sussiste un piedistallo di Jacob-Desmalter del 1810 e delle applique di Thomire, anch'esse realizzati nel 1810. Il resto del mobilio si compone di sedie in legno dipinto coperto da tappezzerie provenienti dalle Tuileries, di un pendolo Luigi XVI che rappresenta Venere e l'Amore e di due fiaccole.

##### Secondo salone dell'Imperatore
Questo era il secondo salone della principessa de Lamballe nel 1786, e il salone del cardinale Fesch nel 1804. Questo salone, con delle boiserie realizzate nel 1862, è ornato di numerosi quadri di François Boucher (Giove e Callisto, Amynthe e Sylvie), Noël Coypel (Bacchus et Ariane), Clément Belle (Psyché et l'Amour endormi) o ancora Joseph-Marie Vien (Enfants jouant avec des cygnes). Il mobilio venne installato nel 1810: poltrone, in legno dorato, coperte di velluto verde cesellato, sedie di Brion, un tappeto realizzato da Bellanger, un piedistallo di Jacob-Desmalter, delle applique, fiaccole e luci di Thomire, dei comò in legno dorato a figure realizzati nel 1808 e 1810 da Marcion, un lampadario di Chaumont del 1809, e un pendolo creato da Leplaute nel 1810, con marmo prezioso dalla Fabbrica reale di porcellane di Buen Retiro datato 1790 e offerto all'Imperatore nel 1808.

##### Camera di Mèneval
Questo luogo, apparentemente modesto e basso di soffitto, fu costruito durante la costruzione della sala da gioco del re (dal 1769 al 1782), poi salone della principessa de Lamballe (1782-1787) poi luogo destinato ai domestici di Madame Elisabetta (nel 1791), poi alloggio del geografo Bacler d'Albe (1807), prima di divenire la camera del segretario di Napoleone I, il barone di Mèneval. Il suo mobilio è molto semplice, restaurato nel 1796 con l'aiuto del mobilio descritto in un inventario del 1810, è composto tra l'altro di un letto incastrato nel muro.

##### Guardaroba dell'Imperatore
Questo luogo era soprattutto composto da un mobile-mensola guardaroba, realizzato nel 1810 da Jacob-Desmalter, e da un sedile che fungeva da water in mogano detto "al pastore", realizzato per Madame Adelaide.

##### Stanza del guardiano del portafoglio
Questa stanza, antico ufficio interno di Madame Elisabetta nel 1791, e occupata da Haugel e Landoire (i guardiani del portafoglio dell'Imperatore, che rimanevano tutte le 24 ore in questa stanza) a partire dal 1810, fu restaurata nel 1975.

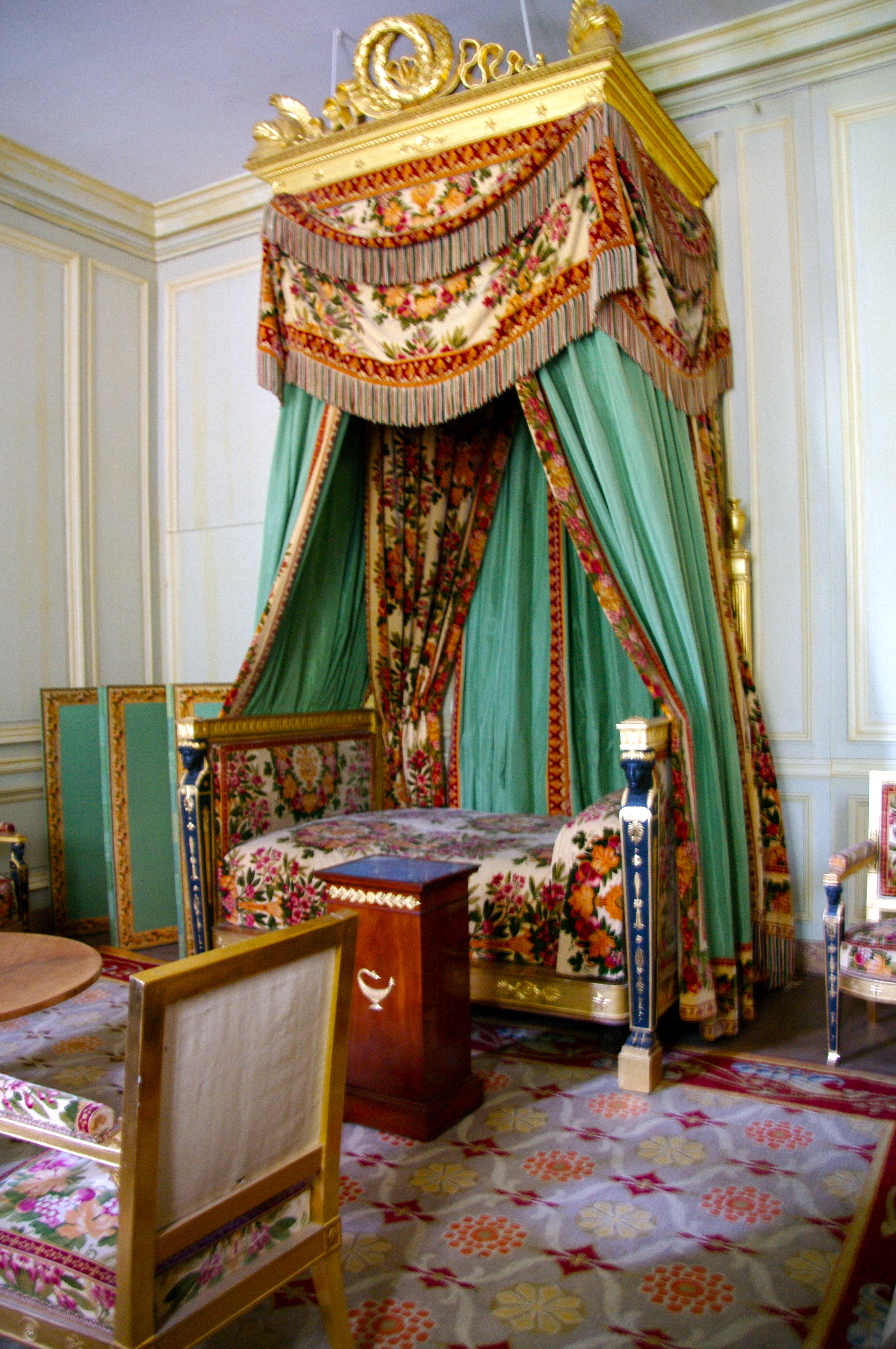
Camera a cuccetta dei piccoli appartamenti di Napoleone I.

##### Camera da letto dell'Imperatore
Questa stanza era la sala da biliardo della principessa de Lamballe nel 1786, prima di divenire la camera di Madame Elisabetta nel 1791, poi la camera del cardinale Fesch nel 1804. L'alcova venne soppressa nel 1810, mentre fu installato il camino in broccatello. Le boiserie sono datate fine XVIII secolo. Il luogo subì una restaurazione generale nel 1977. Il letto di questa stanza (installato qui nel 1810 dopo essere stato nella camera dell'Imperatore al primo piano, come anche le sedie), in legno in bronzo e dorato, con motivi egiziani, con cascate dorate e medaglie di Jacob-Desmalter, è stato utilizzato da papa Pio VII alle Tuileries nel 1804. Entrò a Fontainebleau nel 1805. Il resto del mobilio si compone di quattro poltrone e di due sedie attribuite a Jacob-Frères, di un divano realizzato nel 1806 da Jacob-Desmalter, di un paravento tendeggiato di velluto melange Luigi XVI, di un piedistallo, di un candelabro offerto da Carlo IV di Spagna, così come il pendolo-altare in marmo, di un tappetino di Bellanger (1810) e di un comò, comprato nel 1810 dal commerciante Rocheux e installato al posto di un comò laccato di Martin Carlin (oggi al Louvre).

##### Stanza intermedia
Quest'antica torre del governo di Luigi XVI (nel 1786), poi ufficio del cardinale Fesch (nel 1804), è ornata di boiserie in stile Luigi XV, rimontate nel 1786 dopo la distruzione dell'antico ufficio del re nel 1785.

##### Biblioteca
La biblioteca degli appartamenti è stata arredata nel 1808 nell'antica sala dei giochi di Luigi XVI, e una parte dei decori del 1786 sono stati preservati. Una scala a spirale in legno permette di accedere al primo piano. Il mobilio si compone di un grande scrittoio creato da Jacob Frères e comprato dal generale Moreau, e un divano in legno dorato guarnito di raso broccato, previsto inizialmente per la camera di Stato dell'Imperatrice. I testi sono classificati in ordine alfabetico (lettere in bronzo sulla parte superiore delle librerie). La biblioteca possedeva in origine più di 4.500 testi, soprattutto sugli argomenti di storia, geografia e scienze.

##### Ufficio dell'Imperatore (terza stanza)
Il mobilio di questa antica sala da biliardo del re (nel 1786) poi ufficio, fu restaurato dopo un inventario realizzato nel 1810.

##### Ufficio dell'Imperatore (seconda stanza)
Questa sala era la sala da biliardo di Luigi XVI prima di divenire la sala da biliardo del gran Maresciallo nel 1804. Una parte del mobilio, preso dall'antica camera della Signora Madre fu installato nel 1904. Questo mobilio si compone soprattutto di un letto in mogano in bronzo dorato eseguito da Jacob-Desmalter nel 1806, di un comò di Jacob Frères comprato nel 1804, poltrone e sedie in mogano realizzate da Marcion nel 1806, di un piedistallo in mogano, e di un pendolo in bronzo dorato comprato nel 1806.

#### Ala degli Appartamenti Reali
L'ala detta degli "appartamenti reali" è stata edificata nel XVI secolo sulle tracce di un antico castello medievale, di cui riprende la forma ovale, attorno alla Corte Ovale. Nel 1565, Caterina de Medici fece unire il corpo della costruzione al giardino di Diana e moltiplicò così il numero degli appartamenti. Gli interni subirono numerose modifiche dal XVI al XIX secolo.

##### Appartamenti dell'Imperatrice Giuseppina
Situati al pianterreno dell'ala degli appartamenti reali, gli appartamenti di Giuseppina furono restaurati per lei nel 1808. Furono in seguito occupati dall'Imperatrice Maria Luisa a partire dal 1810.
Sala da studio dell'Imperatrice
La sala da studio rotonda si situa sotto la sala del consiglio. Il mobilio in stile Impero, essendo appartenuto a Maria Luisa, si compone principalmente di una ricamatrice e il suo cavalletto, di una tavola da disegno di Jacob-Desmalter, e di uno scrittoio. Il pianoforte è appartenuto ad Ortensia di Beauharnais.
Salottino
Questo salottino, o "ufficio di passaggio" è ornato da una tenda plissettata in taffetà verde datata 1808, ed è ammobiliata con una poltrona e sedie di Jacob-Desmalter (1808), e ha anche una lampada in alabastro, di Chaumont (1809).
Camera dell'Imperatrice
Il mobilio di questa piccola stanza si compone di un letto, ingrandito nel 1843 da una delle figlie di Luigi Filippo e dal suo sposo, in seta di Lione bianca e blu con lapislazzuli in broccato oro.
Sala da bagno
In origine salottino, questa sala può essere stata anche utilizzata come sala da bagno. Può essere stata trasformata grazie ad un divano con una parte rotante che copriva una vasca incastrata nel suolo. Il mobilio di questa sala da bagno si compone di un comò in legno di tasso, di un insieme di sedie a dondolo in legno dorato, il cui gourgouran in taffettà blu cielo fu riparato nel 1977, e da una tavola da toilette in mogano di Thomire.
Stanza di passaggio
Questa stanza di passaggio o "di servizio" fu antico grand ufficio (nel 1754) poi ufficio privato (1771) di Madame Vittoria, prima di divenire la camera della sotto governante dei Figli di Francia (nel 1783), possiede un decoro rifatto nel 1859. Essa è composta principalmente da un piedistallo di Jacob-Desmalter (1809), da un lampadario cinese di Chaumont (1809), da un comò in limone e amaranto con figure di Iside intarsiate da Jacob Frères, e da un tappeto di Bellanger (1809).
Salone dei giochi
Il salone dei giochi dell'Imperatrice presenta dei mobili in stile Impero con molte realizzazioni di Jacob Desmalter, un grande tappeto d'Aubusson a fondo bianco. Questo salone orientato a nord aveva anche una lieve luminosità che era compensata dalla vivacità dei colori utilizzati nella decorazione. Il problema della mancanza di calore fu regolato da un sistema di aria calda.
Salone da biliardo
Questo salone possedeva una volta un biliardo, oggi disperso. Il mobilio si compone di un tavolo da gioco, sedie da giocatori, alle quali sono state aggiunte "sedie-viaggianti".

##### Appartamenti Reali
Passaggio tra la Galleria Francesco I e la sala delle Guardie
Questo passaggio è stato creato nel 1845 per ottenere un accesso diretto tra i due spazi, senza passare per gli appartamenti reali. Venne ornato di quadri dal XVII secolo: Amour sur des nuages (scuola Francese del XVII secolo), L'Équité e La Vigilance (quadro di Coypel conservato alle Tuileries), Amours tenant des fleurs et Amours pressant des raisins (quadro di Florentin Damoiselet un tempo a Marly), Le Matin e Le Soir (quadro di Michel Corneille un tempo al Grand Trianon).

### Annotazioni
1. ↑  Secondo le parole di Vasari a proposito di Fontainebleau
2. ↑  Isabella di Francia, figlia di Filippo il bello, sposò nel 1308, il re d'Inghilterra Edoardo II.
3. 1 2  Si utilizzano indifferentemente i vocaboli Bierre o Bière.
4. ↑  Dei dieci figli di Enrico II e di Caterina de Medici, solo Carlo IX e la regina Margherita sono nati, come il loro padre, al castello di Saint-Germain-en-Laye.
5. ↑  Cesare di Vendôme era figlio illegittimo di Enrico IV e della sua favorita Gabrielle d'Estrées.
6. ↑  I Conti di Provenza e di Artois, sono i fratelli di Luigi XVI, che regnarono in Francia sotto i nomi di Luigi XVIII e Carlo X

### Fonti
1. 1 2   Marc Hamilton Smith, La prima descrizione di Fontainebleau, in Recensione dell'arte, vol. 1, n. 91,  pp. 44-46.
2. ↑  Albert Gilou & collectif 1961, p.273.
3. 1 2 3 4  base Mériméé, ministero francese per la cultura, n°PA00086975
4. ↑  Qui sommes-nous ? Les chiffres clés sul sito ufficiale del castello, chateaudefontainebleau.fr
5. ↑   Jean-François Hebert, Thierry Sarmant, Fontainebleau: Mille anni di storia di Francia, Edizioni Tallandier, 2013,  p. 37.
6. ↑  Hurtaut & Magny 1779, p.62
7. 1 2  Louis Archon, Storia della cappella dei re di Francia, tomo II, p.88, Parigi 1711
8. 1 2 3 4 5 6 7  Maurice Toesca 1984, p. 82
9. 1 2 3 4 5  (FR)  Sito ufficiale del castello
10. 1 2 3 4  [collegamento interrotto]
11. 1 2   Copia archiviata, su musee-chateau-fontainebleau.fr. URL consultato il 1º dicembre 2015 (archiviato dall'url originale il 17 agosto 2011).
12. ↑   Augustin Cabanès, I morti misteriosi della storia, Edizioni dell'Opportuno, 2011,  p. 112.
13. ↑  Jean-Pierre Samoyault 1991, p.31.
14. ↑  Sylvie Le Clech 1993, p.10. « [...] così Francesco I confermò a Florimond de Champeverne la cura di supervisionare i lavori di Fontainebleau, Boulogne e Libry»
15. ↑  Thomas Clouet 2012, p. 212-213 e 219-220.
16. 1 2 3  A.-L. d'Harmonville, 1842, p.1131
17. ↑   Château de Fontainebleau - Chronologie, su chateaudefontainebleau.net. URL consultato il 1º dicembre 2015 (archiviato dall'url originale il 20 febbraio 2016).
18. ↑  Jean-Marie Pérouse de Montclos, 1992, p. 295
19. ↑  Maurice Toesca, 1984, p. 122
20. ↑   IFN-32179458, su visualiseur.bnf.fr. URL consultato il 2 dicembre 2015.
21. ↑  Maurice Toesca 1984, p. 134.
22. ↑   Bienvenue sur le Site Lully : Fontainebleau, su sitelully.free.fr. URL consultato il 2 dicembre 2015.
23. ↑  Maurice Tosca 1984, p. 134
24. ↑   San Simone, Memorie, 1761.
25. ↑   Louis de Rouvroy, Memorie : nuova edizione collezionata sul manoscritto autografato, aumentata dalle aggiunte delle addizioni di San Simone nel giornale di Dangeau, note e appendice di A. de Boislisle., vol. 7, Parigi, 1879-1928.
26. ↑  Maurice Toesca 1984, p. 143
27. ↑  Maurice Tosca 1984, p. 161
28. ↑   Mercurio di Francia, Moutard, 1789.
29. ↑  Il papa era già stato invitato dal 25 al 28 novembre 1804 a Fontainebleau per l'incoronazione dell'Imperatore.
30. ↑   De Bonaparte à Napoléon - Texte officiel - Concordat de Fontainebleau du 25 janvier 1813 - Napoleon & Empire, su napoleon-empire.net. URL consultato il 2 dicembre 2015.
31. ↑  Nel "Salone dell'abdicazione" del castello è esposto il tavolo su il quale lui lo scrisse.
32. ↑  dettaglio del trattato su Wikisource (FR)
33. ↑  Maurice Toesca 1984, p. 210.
34. ↑   Walter Bruyère-Ostells, Napoleone, Éditions Eyrolles, 2012,  p. 153.
35. ↑  base Mérimée, ministero francese della Cultura, avviso n°PA00086975.
36. 1 2  (FR) Augustin Filon, Ricordi dell'Imperatrice Eugenia, Parigi, Calman-Lévy, 1920,  p. 51.
37. ↑   Sabine Gignoux, À Fontainebleau, l’histoire de l’art est à la fête, su la-croix.com, 27 maggio 2011.
38. ↑  Jean-Marie Pérouse de Montclos, 1992, p. 273.
39. ↑   Château de Fontainebleau - Découvrez le château - Les chapelles - La chapelle de la Trinité, su musee-chateau-fontainebleau.fr. URL consultato il 3 dicembre 2015 (archiviato dall'url originale l'8 dicembre 2015).
40. ↑  Jean-Pierre Samoyault 1991, p. 74.
41. ↑  Jean-Marie Pèrouse de Montclos 1992, p. 297.
42. ↑   Joconde - catalogue - dictionnaires, su culture.gouv.fr. URL consultato il 3 dicembre 2015.
43. 1 2  Jean-Pierre Samoyault 1991, p. 71.
44. ↑  Maurice Toesca 1984, p. 238.
45. ↑  Jean-Pierre Samoyault 1991, p. 135.
46. ↑   Joconde - catalogue - dictionnaires, su culture.gouv.fr. URL consultato il 5 dicembre 2015.
47. ↑   Joconde - catalogue - dictionnaires, su culture.gouv.fr. URL consultato il 5 dicembre 2015.
48. ↑   Chantal Eschenfelder, I Bagni di Fontainebleau : nuovi documenti sui decori del Primaticcio., in Recensione dell'arte, vol. 1, n. 99, 1993,  pp. 45-52.
49. 1 2 3 4 5  Jean-Pierre Samoyault 1991, p. 141-144
50. ↑  Jean Pierre Samoyault, 1991, p. 146
51. 1 2  Jean-Pierre Samoyault, Guida al museo nazionale del castello di Fontainebleau, riunione dei musei nazionali, Parigi, 1991, p.